# 布拉德福德
布拉德福德是英格兰西约克郡的一座城市。该市于1847年成为自治市镇，1897年获得城市特许状，自1972年地方政府法案改革后，城市地位归属于更大的布拉德福德都會區。根据2011年人口普查，其人口为349,561人，是西约克郡建成区中仅次于利兹的第二大分区，两地相距约9英里（14）。该都会区人口为552,644，是英格兰人口最多的区。
历史上属于约克郡西区的布拉德福德在19世纪作为国际纺织制造中心，尤其是羊毛产业而发展壮大。它是工业革命时期的新兴城市，也是最早实现工业化的定居点之一，迅速成为“世界羊毛之都”；这为其赢得了“羊毛之都”（Woolopolis）和“羊毛城”（Wool City）的昵称。布拉德福德位于奔宁山脉东麓，该地区易于获取煤炭、铁矿石和软水资源，促进了制造业基地的发展，随着纺织制造业的增长，人口激增，并刺激了市政投资。城市中拥有大量维多利亚式建筑，包括宏伟的意大利风格的布拉德福德市政厅。
自20世纪中叶以来，去工业化导致该市的纺织业和工业基础衰退，此后它面临着与后工业时代北英格兰其他地区类似的经济和社会挑战，包括贫困、失业和社会动荡。布拉德福德是约克郡-亨伯地区第三大经济体，经济总量约100亿英镑，主要由金融和制造业提供。它也是一个旅游目的地，是首个联合国教科文组织电影之都，拥有国家科学与媒体博物馆、城市公园、阿尔罕布拉剧院和卡特赖特堂。该市于2022年5月31日赢得称号，成为2025年英国文化之城。

## 历史

### 地名学
“布拉德福德”（Bradford）之名源自古英语“brad”（宽阔）和“ford”（浅滩），指的是布拉德福德贝克河在布拉德福德座堂下方的一处宽阔渡口，盎格鲁-撒克逊时期该地逐渐形成定居点。 在1086年的《末日审判书》中，它被记录为“Bradeford”。

### 早期历史
1070年起义后，在征服者威廉进行北方哈里期间，布拉德福德的庄园被摧毁， 在1086年的《末日审判书》中描述为荒芜之地。此后它成为授予伊尔伯特·德·拉西（Ilbert de Lacy）以表彰其对征服者服务的“庞蒂弗拉克特荣誉领地”（Honour of Pontefract）的一部分，该家族一直持有该庄园直至1311年。 有证据表明拉西家族时期存在一座城堡。 该庄园随后传给林肯伯爵、冈特的约翰、王室财产，并最终于1620年转为私有。
到中世纪，布拉德福德已发展成以柯克盖特（Kirkgate）、西盖特（Westgate）和艾维盖特（Ivegate）为中心的小镇。 1316年提到了一座缩绒厂、一座磨制庄园所有谷物的独占磨坊（soke mill）和一个市场。在玫瑰战争期间，居民支持兰开斯特家族。爱德华四世授予了每年举办两次集市的权力，从此该镇开始繁荣。在亨利八世统治时期，布拉德福德作为制造业中心超过了利兹。 在接下来的两百年里，随着羊毛贸易日益突出，布拉德福德缓慢发展。
内战期间，该镇为议会派驻军，1642年遭到来自利兹的保皇党军队进攻但未成功。托马斯·费尔法克斯爵士接管驻军指挥权，并进军迎战纽卡斯尔公爵但被击败。议会军撤退至布拉德福德，保皇党在博林庄园设立指挥部，并围攻该镇导致其投降。 内战导致工业衰退，但1689年威廉三世和玛丽二世即位后，繁荣开始回归。 18世纪早期制造业的启动标志着该镇发展的开始，而新的运河和收费公路连接促进了贸易。

### 工业革命

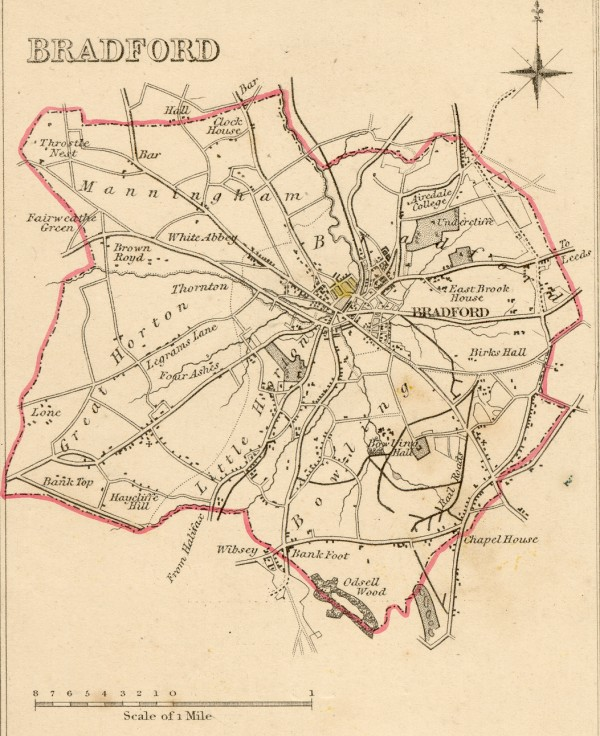
布拉德福德边界 1835年。

1801年，布拉德福德是一个拥有6,393人口的乡村市镇， 当地农舍和农场进行羊毛纺纱和布料编织。因此，布拉德福德并不比附近的基斯利（5,745人）大多少，且显著小于哈利法克斯（8,866人）和哈德斯菲尔德（7,268人）。 这个小镇充当了附近三个镇区（townships）——曼宁汉姆、鲍灵以及大和小霍顿的枢纽，这些镇区当时被乡村与城镇隔开。
约1788年，赫德、道森·哈代（Hird, Dawson Hardy）在低摩尔建立了高炉，鲍灵钢铁公司（Bowling Iron Company）在此炼铁直至约1900年。约克郡铁因其韧性被用于制造机车连杆、钩子、活塞杆、矿井罐笼和其他采矿设备。低摩尔公司也生产生铁，1929年该公司雇佣了1,500名员工。 1847年布拉德福德自治市镇建立时，其边界内有46个煤矿。煤炭产量持续扩张，在1868年达到顶峰，当时布拉德福德贡献了约克郡所有煤炭和铁产量的四分之一。
1841年，该镇区人口为34,560人。

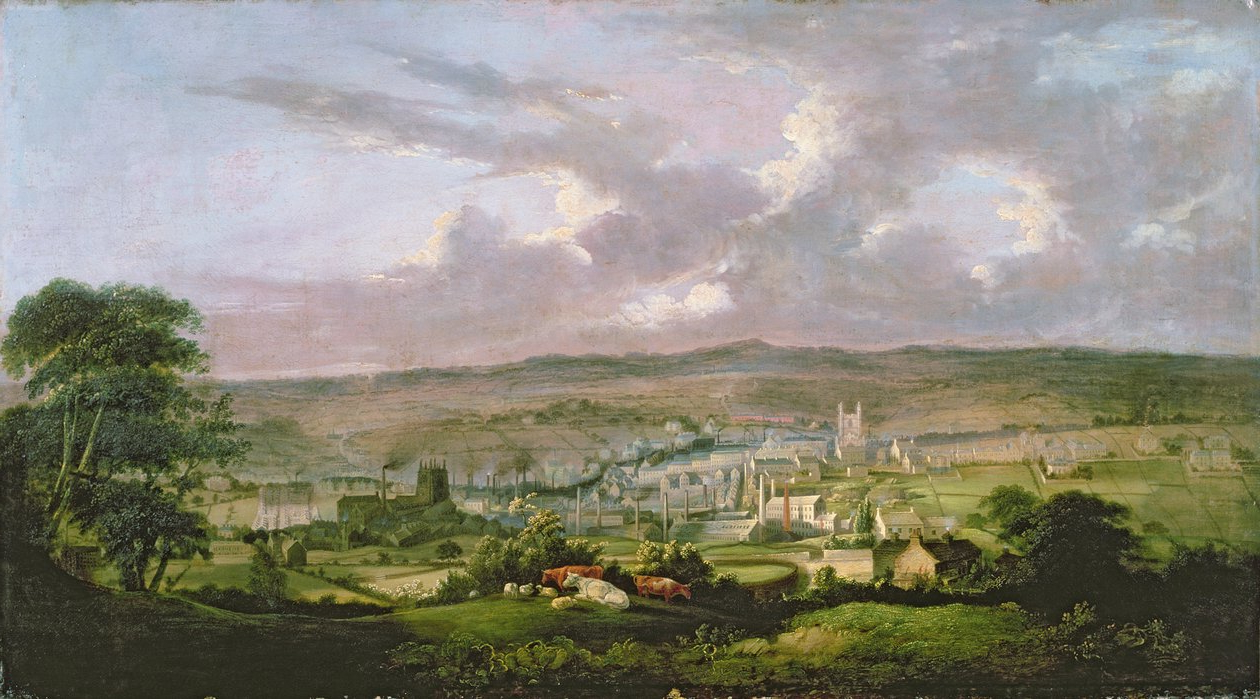
布拉德福德，约1825年，约翰·威尔逊·安德森作

1825年，羊毛梳理工工会发起了一场持续五个月的罢工，但工人因生活困苦被迫复工，导致机器梳理技术的引入。 这场工业革命带来了快速增长，大量羊毛进口用于制造布拉德福德专业生产的精纺布料，该镇很快被称为世界羊毛之都。
1844年布拉德福德摩尔兵营建成，该镇建立了常驻军事存在。
布拉德福德于1847年成为自治市镇，1888年成为郡级自治市，使其在行政上独立于西区郡议会。在1897年维多利亚女王钻禧庆典之际，它与赫尔河畔金斯顿和诺丁汉一同被授予城市地位。这三个城市曾是伦敦以外最大的郡级自治市，此前未获得城市地位。 1930年，该自治市的边界扩展以吸收克莱顿，1937年又吸收了罗登（Rawdon）、希普利（Shipley）、沃夫代尔（Wharfedale）和伊登（Yeadon）等市区的一部分。

1881年沃夫代尔方案完工后的布拉德福德自来水厂

布拉德福德拥有丰富的当地开采煤炭资源，为工业提供了所需动力。当地的砂岩是建造工厂的极佳资源，到1850年人口达到182,000， 该镇因纺织厂的工作机会吸引工人而迅速扩张。 布拉德福德河谷严重缺水，严重限制了工业扩张和城市卫生条件的改善。1854年，布拉德福德公司收购了布拉德福德自来水公司，并启动了一项巨大的工程项目，从艾尔河谷（Airedale）、沃夫代尔（Wharfedale）和尼德代尔（Nidderdale）引入软水供应。 到1882年，供水状况显著改善。与此同时，城市沿着通往霍顿斯（Hortons）和鲍灵（Bowling）的道路向外扩张，到19世纪末，这些镇区已成为连续城区的一部分。
一位主要雇主是提图斯·索尔特（Titus Salt），他于1833年接管了父亲的羊毛生意，专攻结合羊驼毛、马海毛、棉花和丝绸的织物。到1850年，他拥有五家工厂。然而，由于污染环境和工人居住条件恶劣，索尔特离开布拉德福德，于1850年将业务转移到索尔泰尔（Saltaire）的索尔特工厂（Salts Mill）。在那里，他于1853年开始建造工人村，该村现已成为联合国教科文组织世界遗产。
亨利·里普利（Henry Ripley）是提图斯·索尔特的年轻同辈。他是爱德华·里普利父子公司（Edward Ripley & Son Ltd）的常务合伙人，该公司拥有鲍灵染厂（Bowling Dye Works）。1880年，该染厂雇佣了1000多名员工，据说是欧洲最大的染厂。与索尔特一样，他是一位议员、治安官和布拉德福德下议院议员，深切关注改善工人阶级的住房条件。他在布鲁姆菲尔德（Broomfields）、东鲍灵（East Bowling）靠近染厂的地方建造了工业模范村（Model village）里普利维尔（Ripley Ville）。

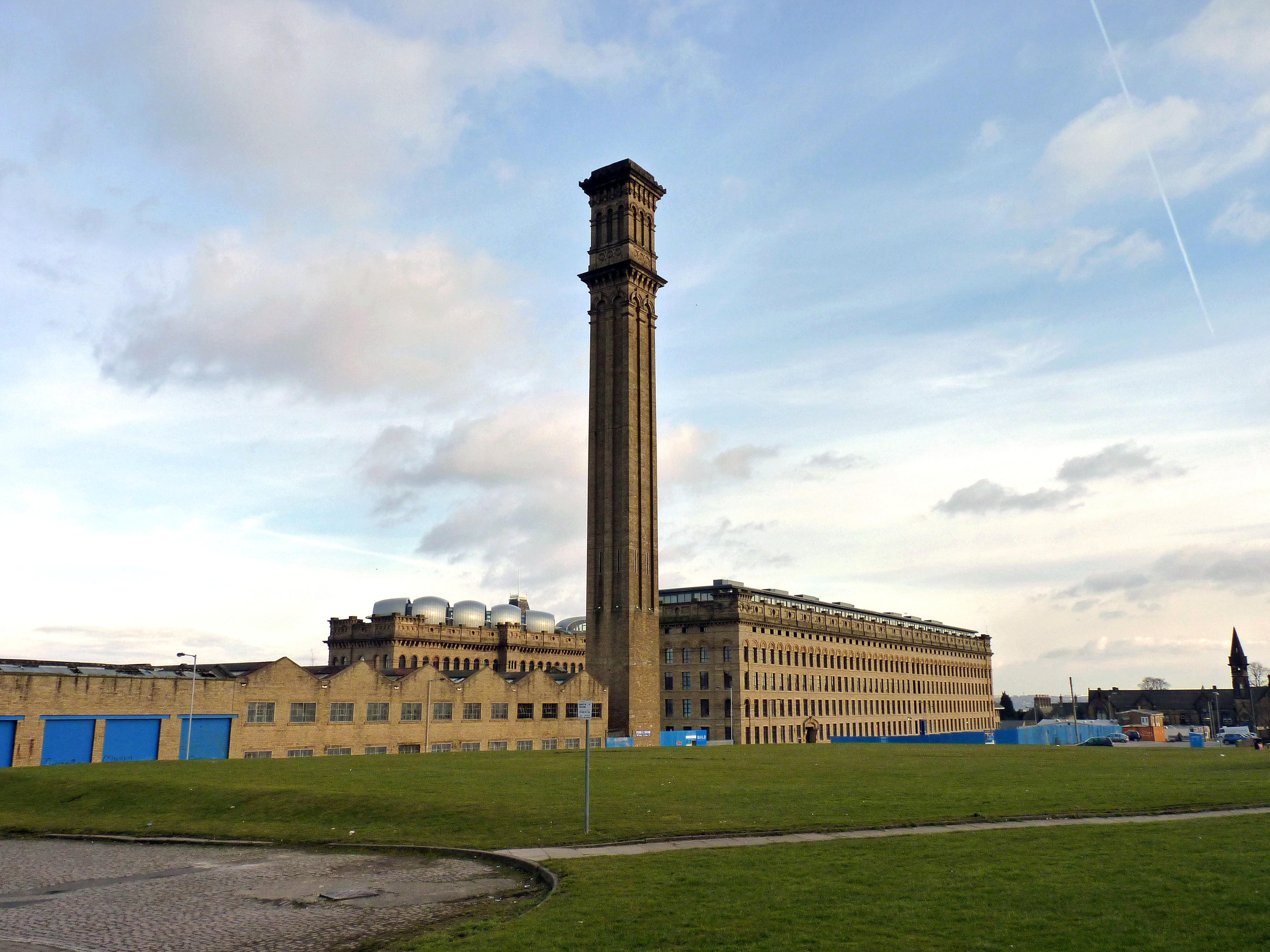
李斯特工厂

其他主要雇主包括塞缪尔·李斯特（Samuel Lister）及其兄弟，他们是李斯特工厂（Manningham Mills）的精纺纺纱工和制造商。李斯特体现了维多利亚时期的企业精神，但有人认为他的资本家态度使得工会成为必要。
前所未有的增长带来了问题，200多个工厂烟囱持续喷出黑色的硫磺烟雾，布拉德福德获得了英格兰污染最严重城镇的声誉。霍乱和伤寒频繁爆发，纺织工人的子女中只有30%能活到15岁。这种极端的婴儿和青少年死亡率导致布拉德福德居民的预期寿命仅略高于18岁，是英国最低的地区之一。
与许多主要城市一样，布拉德福德一直是移民的目的地。19世纪40年代，来自爱尔兰，特别是梅奥郡农村的移民显著增加了布拉德福德的人口 到1851年，约10%的人口出生在爱尔兰，是约克郡中比例最高的。
大约在19世纪中叶，爱尔兰人集中在城镇中心附近的八个密集定居区。其中之一是布鲁姆菲尔德的贝德福德街（Bedford Street）地区，1861年该地区有1,162名爱尔兰出生者，占自治市所有爱尔兰出生人口的19%。

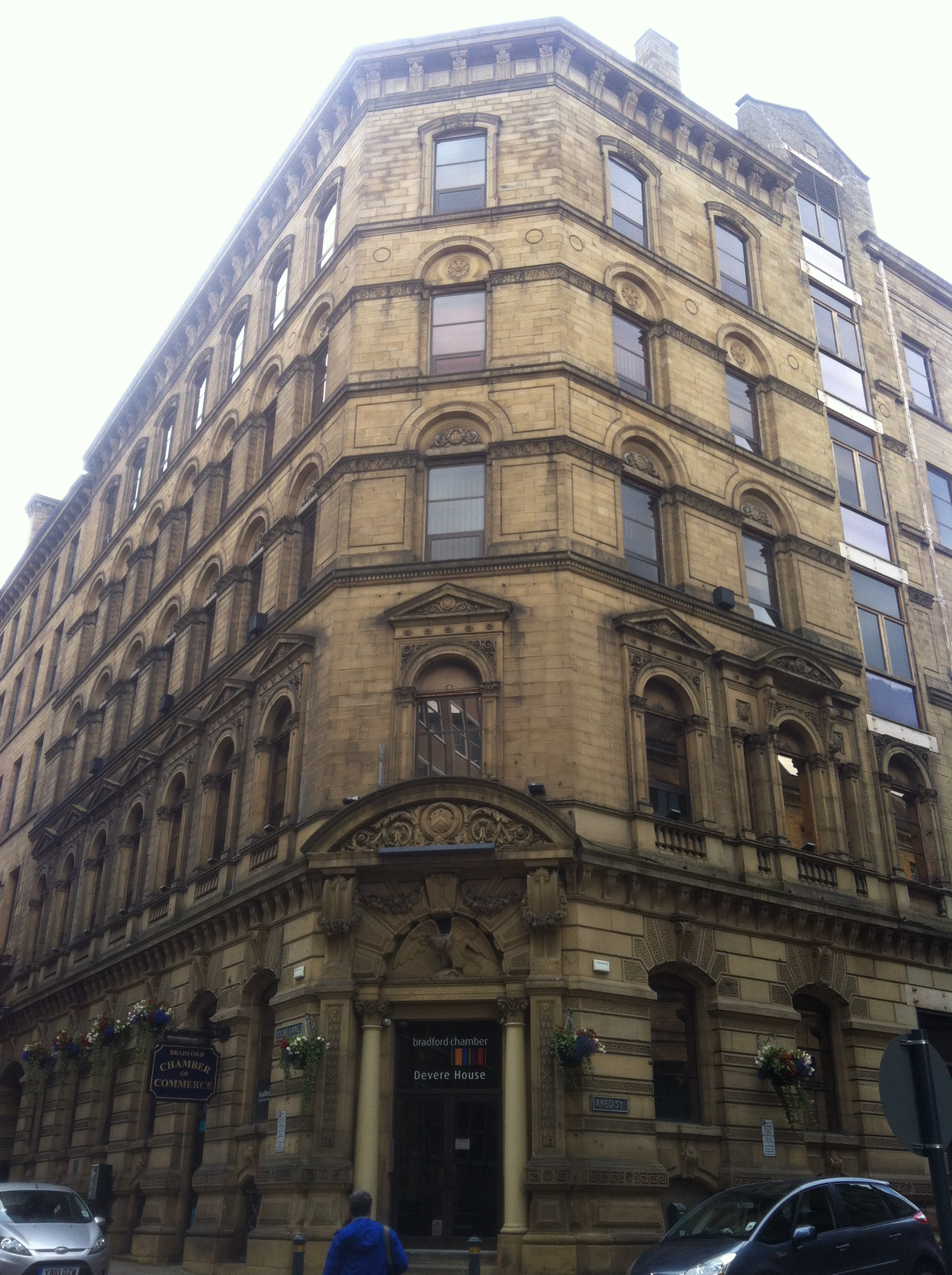
小德国

19世纪20至30年代，有来自德国的移民。其中许多是犹太商人，他们积极参与了该镇的生活。犹太社区主要居住在曼宁汉姆地区， 约有100个家庭，但在将布拉德福德发展成为羊毛制品主要出口地以及该市公民生活中具有影响力。查尔斯·西蒙（Charles Semon，1814–1877）是一位纺织品商人和慈善家，他在该镇建立了一家高效的纺织品出口公司，并于1864年成为布拉德福德首位外国人和犹太人市长。 雅各布·贝伦斯（Jacob Behrens，1806–1889）是第一位从该镇出口羊毛制品的外国纺织品商人，他的公司发展成为一家国际性价值数百万英镑的企业。 贝伦斯是一位慈善家，他还帮助于1851年建立了布拉德福德商会。 雅各布·摩泽（Jacob Moser，1839–1922）是一位纺织品商人，也是Edelstein, Moser and Co公司的合伙人，该公司发展成为一家成功的布拉德福德纺织品出口公司。摩泽是一位慈善家，他创立了布拉德福德慈善组织协会（Bradford Charity Organisation Society）和城市互助协会（City Guild of Help）。1910年，摩泽成为布拉德福德首位犹太市长。

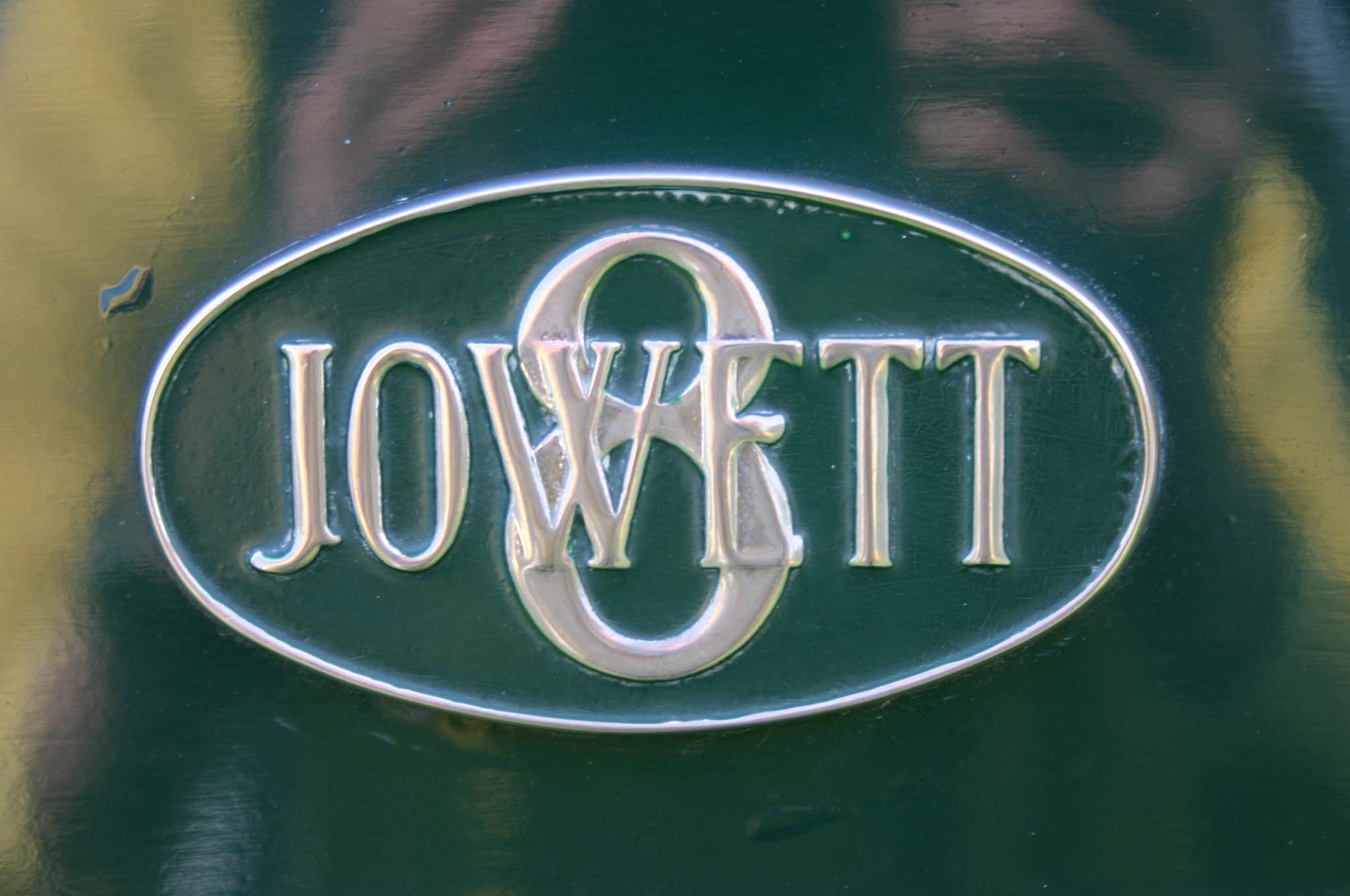
乔伊特汽车八号徽章

为支持纺织厂，该镇发展了一个大型制造业基地，提供纺织机械，这导致了多样化发展，不同产业并驾齐驱。 20世纪初由本杰明和威廉·乔伊特（Benjamin and William Jowett）以及亚瑟·V·兰姆（Arthur V Lamb）创立的乔伊特汽车公司（Jowett Motor Company），在布拉德福德生产汽车和货车达50年。 斯科特摩托车公司（The Scott Motorcycle Company）是知名的摩托车和轻型工业发动机制造商。由阿尔弗雷德·安加斯·斯科特（Alfred Angas Scott）于1908年在布拉德福德创立，名为斯科特工程公司（Scott Engineering Company），斯科特摩托车一直生产到1978年。

### 独立工党
该市在工党早期历史中扮演了重要角色。布拉德福德剧场（Bradford Playhouse）背面位于小德国的壁画纪念了1893年在布拉德福德成立的独立工党百年诞辰。

### 布拉德福德伙伴营

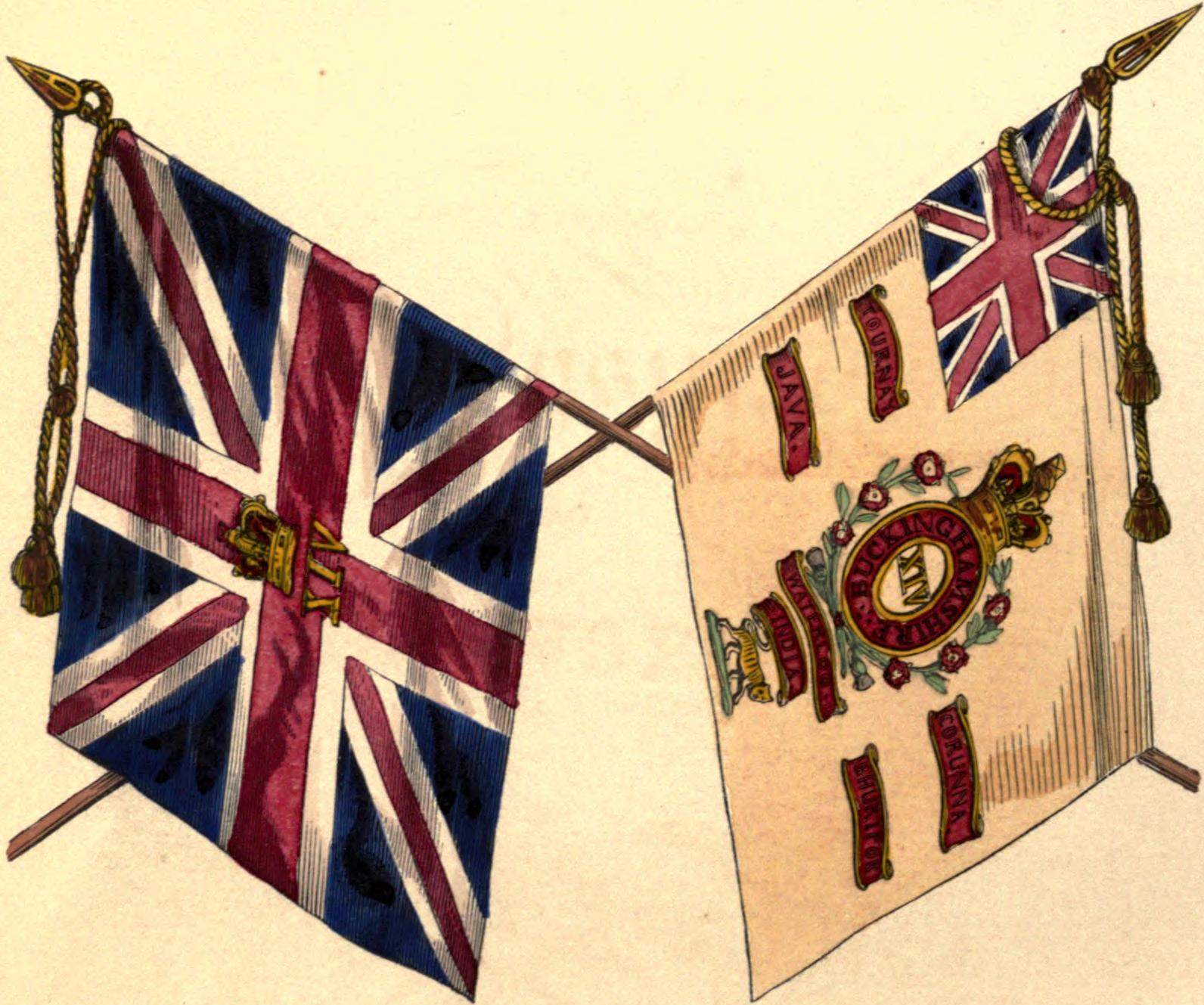
团旗

布拉德福德伙伴营是第一次世界大战期间在该市组建的三个基奇纳新军伙伴营。当这三个营被英国陆军接管时，它们被正式命名为第16营（第一布拉德福德）、第18营（第二布拉德福德）和第20营（预备役），隶属于威尔士亲王团（西约克郡团）。
1916年7月1日上午，第16和第18营离开他们在法国北部的战壕，向无人区推进。这是索姆河战役第一天的第一个小时。据估计，来自布拉德福德及地区的两个营的1,394名士兵中，有1,060人在对塞尔村（Serre-lès-Puisieux）的进攻中阵亡或受伤。
参与索姆河战役的其他威尔士亲王团（西约克郡团）营包括第1/6营（前布拉德福德步枪志愿兵），属于本土军，驻扎在曼宁汉姆的贝尔维尤兵营（Belle Vue Barracks）。 第1/6营于1915年在奥伯斯岭战役中首次参战，之后北移至伊珀尔附近的伊瑟尔运河（Yser Canal）。在索姆河战役第一天，他们试图支援第36（阿尔斯特）师时遭受重大伤亡。 第2/6营（前布拉德福德步枪志愿兵）也于1917年调往法国。
第1/2和第2/2西区炮兵旅（West Riding Brigades），皇家野战炮兵（TF），总部设在曼宁汉姆的山谷阅兵场（Valley Parade），炮兵连分布于布拉德福德、哈利法克斯和赫克蒙德威克（Heckmondwike）。 第1/2旅于1915年4月与西约克郡团第1/6营一同渡过海峡前往法国。这些本土军部队在整个战争期间彼此保持密切联系，服务于第49（西区）师。 1917年，第2/6营，西约克郡团和第2/2西区旅，皇家野战炮兵加入，服务于第62（第二西区）师。

### 近代历史
布拉德福德的《电讯与阿格斯报》在报道1936年爱德华八世退位危机新闻方面发挥了先锋作用，当时布拉德福德主教公开表达了对爱德华八世宗教信仰的质疑（参见：电讯与阿格斯报#1936年退位危机）。

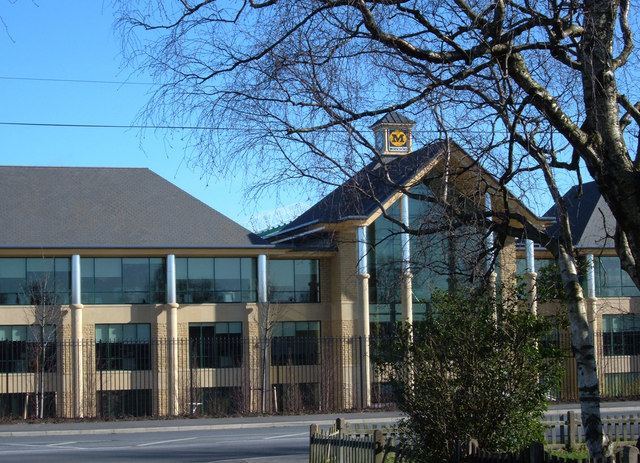
布拉德福德的莫里森超市总部

第二次世界大战后，移民来自波兰和乌克兰，自20世纪50年代以来则来自孟加拉国、印度，特别是巴基斯坦。
纺织业在整个20世纪后半叶持续衰退。创新文化曾是布拉德福德主导地位的基础，新的纺织技术在布拉德福德发明，塞缪尔·李斯特的工作就是一个典型例子。这种创新文化今天仍在布拉德福德的整个经济中延续，从汽车行业（卡恩设计公司） 到电子行业（佩斯微技术公司）。
威廉·莫里森超市（Wm Morrison Supermarkets）由威廉·莫里森（William Morrison）于1899年创立，最初是罗森市场（Rawson Market）的一家鸡蛋和黄油商，以“威廉·莫里森（食品）有限公司”（Wm Morrison (Provisions) Limited）的名义运营。
不再用于纺织生产的工厂中最宏伟的是李斯特工厂，其烟囱从布拉德福德的大部分地方都能看到。在开发商城市飞溅（Urban Splash）耗资1亿英镑将其改造为公寓楼后，它已成为城市复兴的象征。
1989年，萨尔曼·鲁西迪的《撒旦诗篇》副本在布拉德福德被焚烧，部分穆斯林社区领导了一场反对该书的运动。2001年7月，种族紧张局势导致骚乱，一份报告将布拉德福德描述为分裂的 和种族社区隔离的城市。
约克郡建筑协会于1992年在该市开设了新总部。
2006年，威廉·莫里森超市在布拉德福德开设了新总部，该公司在布拉德福德雇佣了超过5,000名员工。
2009年6月，布拉德福德成为世界上第一个联合国教科文组织电影之都，并从此成为创意城市网络的一部分。 该市拥有悠久的电影制作历史以及制作活动电影的技术——包括1896年在曼宁汉姆发明的西罗镜（Cieroscope）。
2010年，普罗维登金融（Provident Financial）在该市开设了新总部。该公司自1880年以来一直以布拉德福德为基地。
2012年，英国羊毛营销委员会在该市开设了新总部。 同样在2012年，布拉德福德城市公园开放。该公园耗资2450万英镑建造，是市中心的一个公共空间，拥有众多喷泉和一个镜面水池，周围设有长椅和步行道。
2015年，位于市中心的百老汇购物中心开业，这个购物和休闲中心耗资2.6亿英镑建造，由迈耶·伯格曼（Meyer Bergman）所有。
2022年，布拉德福德被命名为2025年英国文化之城，击败了南安普顿、雷克瑟姆和达勒姆。 截至2023年，英国文化之城申办活动预计将极大地刺激当地经济和文化发展，并吸引游客前来该市。到2025年，英国文化之城申办活动预计将为布拉德福德市及周边地区带来3.89亿英镑的经济增长潜力，创造超过7,000个就业岗位，吸引大量游客到访，并为当地艺术家提供数千场表演机会。

## 治理
该市在工党早期历史中扮演了重要角色。布拉德福德剧场（背面可见于利兹路）的壁画纪念了1893年成立的独立工党百年诞辰，并引用了其座右铭“唯有共同福祉才是真正的福祉”（"There is no weal save commonweal"）。

独立工党原始标志

最初的布拉德福德市徽下方有拉丁文Labor omnia vincit，意为“劳动征服一切”。 1974年地方政府重组后，于1976年描绘了新的市徽，英文座右铭为“进步、工业、人文”（"Progress, Industry, Humanity"）。

布拉德福德由三名下议院议员代表：代表布拉德福德东选区（伊姆兰·侯赛因，工党）、布拉德福德南选区（朱迪思·康明斯，工党）和布拉德福德西选区（娜兹·沙阿，工党）。

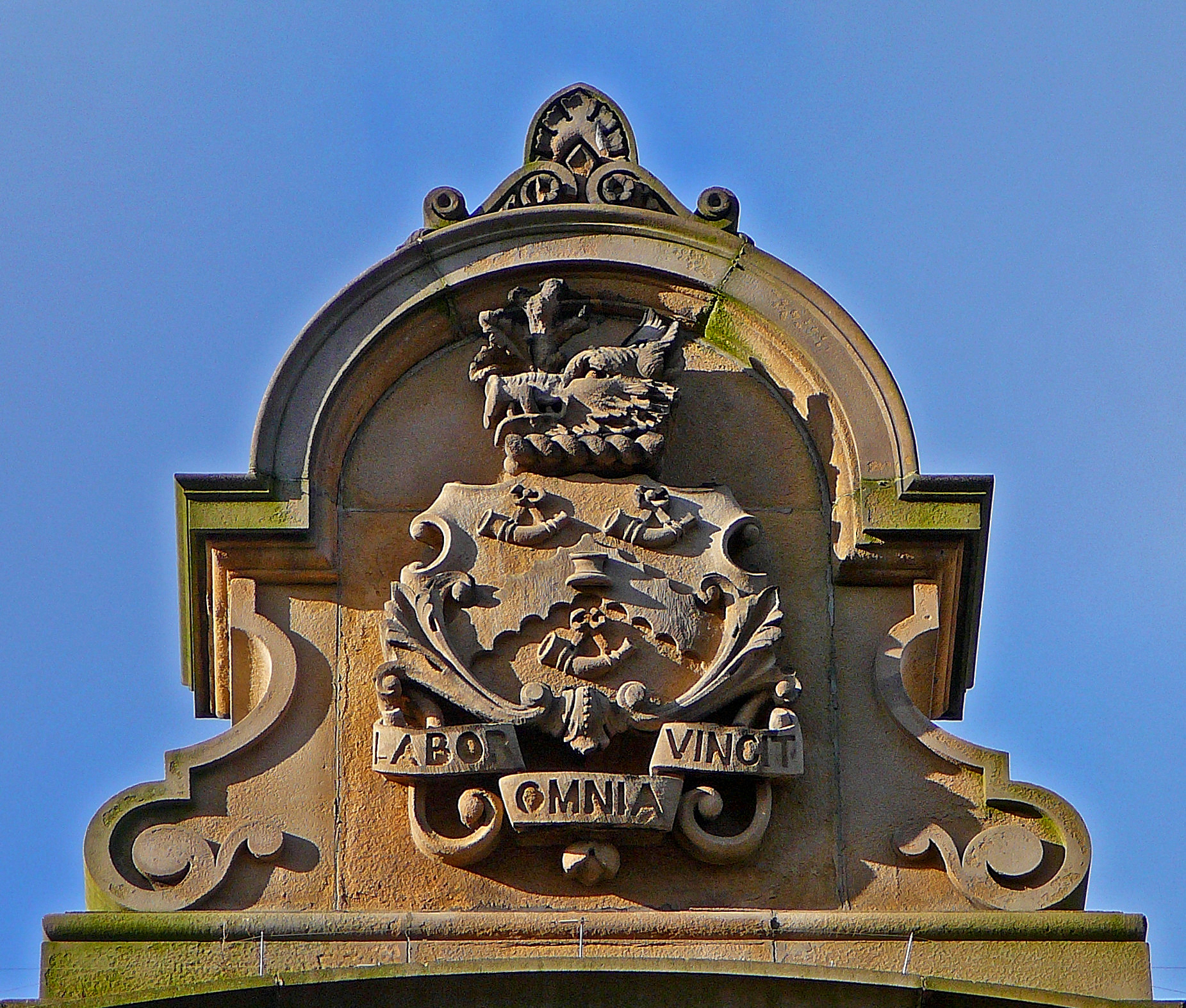
带有座右铭“Labor Omnia Vincit”的原始布拉德福德市徽

在英国退出欧洲联盟之前，布拉德福德是约克郡-亨伯欧洲选区的一部分，该选区使用顿特法的政党名单比例代表制选举六名欧洲议会议员，直至2020年1月31日。
布拉德福德市都会区议会有90名议员（2023年）。截至2023年，一个政党必须拥有超过45个席位才能控制议会。当所有政党在议会中的席位均少于45席时，则形成少数派领导的行政机构。 在2022年5月5日的地方选举后，工党以56个席位获得对布拉德福德市议会的多数控制；其次是保守党和绿党，分别拥有16席和8席。 议会由代表温德希尔与罗斯（Windhill and Wrose）选区的议会领袖苏珊·欣奇利夫（Susan Hinchliffe）和首席执行官克斯滕·英格兰（Kersten England）领导。

## 地理
布拉德福德位于 53°45′00″N 01°50′00″W / 53.75000°N 1.83333°W (53.7500, −1.8333)1。在地形上，它位于南奔宁山脉荒地区域的东麓。
布拉德福德并非建在大型水体上，而是坐落于三个山谷的交汇处。其中一个山谷是布拉德福德贝克河，它发源于西部的荒野——支流霍顿贝克河（Horton Beck）、西溪（Westbrook）、鲍灵贝克河（Bowling Beck）和东溪（Eastbrook）使其水量增加。在原渡口处，贝克河转向北流，流向艾尔河畔的希普利。这个山谷被称为布拉德福德谷（Bradfordale）（例如参见 Firth 1997）。它可以被视为约克郡山谷之一，尽管它流经市中心，通常不被如此认可。19世纪中叶以来，流经市中心的贝克河河道被覆盖。在1852年的地形测量地图上，它可见至泰瑞尔街（Tyrrell Street）尽头的太阳桥（Sun Bridge），然后从布拉德福德福斯特广场车站旁的柯克盖特（Kirkgate）开始可见。在1906年的地形测量地图上，它在桑伯里山街（Tumbling Hill Street）附近消失，位于桑顿路（Thornton Road）旁，而在谷路（Valley Road）旁的开普街（Cape Street）以北重新出现，尽管直到皇后路（Queens Road）都有覆盖的河道。
布拉德福德运河建于1774年，连接该市与利兹和利物浦运河，其水源取自布拉德福德贝克河及其支流。受污染的布拉德福德贝克河供水常常不足以供应闸门，并随着时间推移严重污染了运河。 由于运河污染状况导致健康问题，市议会于1866年暂时关闭了运河。 1922年，由于维护运河在经济上不可行，运河被永久关闭。在现代，运河的遗迹仍然可见，包括在运河路（Canal Road）上，旧运河的路线可以在车上看到。

### 地质
该市的基础地质主要是石炭纪砂岩。这些砂岩质量不一，从粗糙的岩石到用于建筑的优质蜜色石材不等。这种材料的获取对该市的建筑风格产生了显著影响。 该市还位于约克郡煤田的西北部，该煤田主要由石炭纪含煤岩层组成。 含煤地层刺激了早期的城市发展，而在现代，矿物的地质开采规模已大大减少。

### 气候
与英国绝大多数地区一样，布拉德福德属于海洋性气候（柯本：Cfb），季节性温度变化有限，全年降水量普遍适中。
自1908年以来，记录一直从英国气象局位于利斯特公园的气象站收集。这构成了英国最长的每日数据不间断记录之一。完整记录可在议会网站上找到。

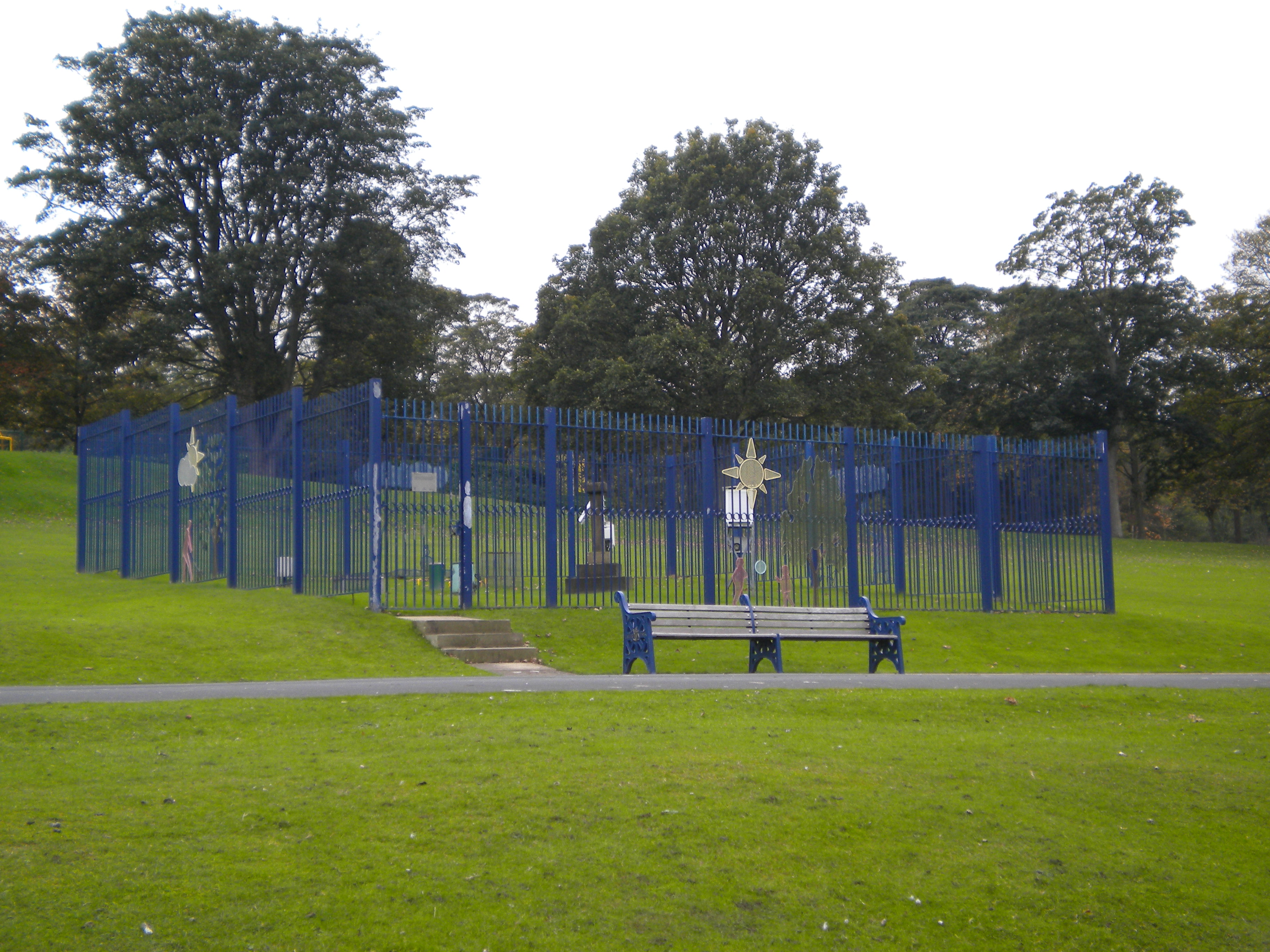
利斯特公园的气象站围栏

记录到的绝对最高气温为37.9 °C（100.2 °F）（2022年7月）。 在“平均”年份，最热的一天应达到27.5 °C（81.5 °F）， 全年有6天 最高气温达到25.1 °C（77.2 °F）或以上。
记录到的绝对最低气温为−13.9 °C（7.0 °F）（1940年1月）。气象站位于较高的郊区位置，因此不会出现异常低温。通常，一年中有41.4个夜晚记录到霜冻。
年平均降水量约为870 mm（34英寸），全年有139天降水量超过1毫米。
日照时数略高于每年1,250小时，属于低值，正如位于北部高地环绕的内陆位置所预期的那样。所有平均值均指1981–2010年观测期间。
| 布拉德福德（利斯特公园），海拔：134米（440英尺），1991–2020年常态值，1908年至今极端值 | 布拉德福德（利斯特公园），海拔：134米（440英尺），1991–2020年常态值，1908年至今极端值 | 布拉德福德（利斯特公园），海拔：134米（440英尺），1991–2020年常态值，1908年至今极端值 | 布拉德福德（利斯特公园），海拔：134米（440英尺），1991–2020年常态值，1908年至今极端值 | 布拉德福德（利斯特公园），海拔：134米（440英尺），1991–2020年常态值，1908年至今极端值 | 布拉德福德（利斯特公园），海拔：134米（440英尺），1991–2020年常态值，1908年至今极端值 | 布拉德福德（利斯特公园），海拔：134米（440英尺），1991–2020年常态值，1908年至今极端值 | 布拉德福德（利斯特公园），海拔：134米（440英尺），1991–2020年常态值，1908年至今极端值 | 布拉德福德（利斯特公园），海拔：134米（440英尺），1991–2020年常态值，1908年至今极端值 | 布拉德福德（利斯特公园），海拔：134米（440英尺），1991–2020年常态值，1908年至今极端值 | 布拉德福德（利斯特公园），海拔：134米（440英尺），1991–2020年常态值，1908年至今极端值 | 布拉德福德（利斯特公园），海拔：134米（440英尺），1991–2020年常态值，1908年至今极端值 | 布拉德福德（利斯特公园），海拔：134米（440英尺），1991–2020年常态值，1908年至今极端值 | 布拉德福德（利斯特公园），海拔：134米（440英尺），1991–2020年常态值，1908年至今极端值 |
| 月份                                                                                  | 1月                                                                                   | 2月                                                                                   | 3月                                                                                   | 4月                                                                                   | 5月                                                                                   | 6月                                                                                   | 7月                                                                                   | 8月                                                                                   | 9月                                                                                   | 10月                                                                                  | 11月                                                                                  | 12月                                                                                  | 全年                                                                                  |
| ------------------------------------------------------------------------------------- | ------------------------------------------------------------------------------------- | ------------------------------------------------------------------------------------- | ------------------------------------------------------------------------------------- | ------------------------------------------------------------------------------------- | ------------------------------------------------------------------------------------- | ------------------------------------------------------------------------------------- | ------------------------------------------------------------------------------------- | ------------------------------------------------------------------------------------- | ------------------------------------------------------------------------------------- | ------------------------------------------------------------------------------------- | ------------------------------------------------------------------------------------- | ------------------------------------------------------------------------------------- | ------------------------------------------------------------------------------------- |
| 历史最高温 °C（°F）                                                                   | 14.6 (58.3)                                                                           | 18.4 (65.1)                                                                           | 21.7 (71.1)                                                                           | 23.9 (75.0)                                                                           | 26.7 (80.1)                                                                           | 30.0 (86.0)                                                                           | 37.9 (100.2)                                                                          | 32.2 (90.0)                                                                           | 27.2 (81.0)                                                                           | 25.6 (78.1)                                                                           | 17.1 (62.8)                                                                           | 15.8 (60.4)                                                                           | 37.9 (100.2)                                                                          |
| 平均高温 °C（°F）                                                                     | 6.8 (44.2)                                                                            | 7.4 (45.3)                                                                            | 9.5 (49.1)                                                                            | 12.5 (54.5)                                                                           | 15.7 (60.3)                                                                           | 18.2 (64.8)                                                                           | 20.4 (68.7)                                                                           | 19.8 (67.6)                                                                           | 17.2 (63.0)                                                                           | 13.4 (56.1)                                                                           | 9.6 (49.3)                                                                            | 7.2 (45.0)                                                                            | 13.1 (55.6)                                                                           |
| 日均气温 °C（°F）                                                                     | 4.3 (39.7)                                                                            | 4.6 (40.3)                                                                            | 6.2 (43.2)                                                                            | 8.6 (47.5)                                                                            | 11.5 (52.7)                                                                           | 14.2 (57.6)                                                                           | 16.3 (61.3)                                                                           | 15.9 (60.6)                                                                           | 13.5 (56.3)                                                                           | 10.3 (50.5)                                                                           | 6.8 (44.2)                                                                            | 4.6 (40.3)                                                                            | 9.7 (49.5)                                                                            |
| 平均低温 °C（°F）                                                                     | 1.8 (35.2)                                                                            | 1.8 (35.2)                                                                            | 2.9 (37.2)                                                                            | 4.7 (40.5)                                                                            | 7.2 (45.0)                                                                            | 10.1 (50.2)                                                                           | 12.2 (54.0)                                                                           | 12.0 (53.6)                                                                           | 9.9 (49.8)                                                                            | 7.1 (44.8)                                                                            | 4.1 (39.4)                                                                            | 2.0 (35.6)                                                                            | 6.3 (43.3)                                                                            |
| 历史最低温 °C（°F）                                                                   | −13.9 (7.0)                                                                           | −13.3 (8.1)                                                                           | −11.1 (12.0)                                                                          | −10.6 (12.9)                                                                          | −3.0 (26.6)                                                                           | 0.6 (33.1)                                                                            | 5.0 (41.0)                                                                            | 2.8 (37.0)                                                                            | 0.3 (32.5)                                                                            | −4.1 (24.6)                                                                           | −7.8 (18.0)                                                                           | −13.1 (8.4)                                                                           | −13.9 (7.0)                                                                           |
| 平均降水量 mm（）                                                                     | 88.4 (3.48)                                                                           | 73.8 (2.91)                                                                           | 64.0 (2.52)                                                                           | 57.8 (2.28)                                                                           | 52.0 (2.05)                                                                           | 72.5 (2.85)                                                                           | 64.2 (2.53)                                                                           | 73.7 (2.90)                                                                           | 69.5 (2.74)                                                                           | 84.4 (3.32)                                                                           | 90.3 (3.56)                                                                           | 99.0 (3.90)                                                                           | 889.6 (35.02)                                                                         |
| 平均降水天数（≥ 1.0 mm）                                                              | 14.4                                                                                  | 12.1                                                                                  | 11.3                                                                                  | 10.6                                                                                  | 9.9                                                                                   | 10.1                                                                                  | 10.3                                                                                  | 11.5                                                                                  | 10.7                                                                                  | 12.5                                                                                  | 14.3                                                                                  | 14.5                                                                                  | 142.1                                                                                 |
| 月均日照時數                                                                          | 43.2                                                                                  | 67.7                                                                                  | 105.2                                                                                 | 142.1                                                                                 | 173.3                                                                                 | 159.4                                                                                 | 167.2                                                                                 | 156.1                                                                                 | 122.8                                                                                 | 89.7                                                                                  | 54.9                                                                                  | 38.0                                                                                  | 1,319.4                                                                               |
| 来源1：英国气象局                                                                     |                                                                                       |                                                                                       |                                                                                       |                                                                                       |                                                                                       |                                                                                       |                                                                                       |                                                                                       |                                                                                       |                                                                                       |                                                                                       |                                                                                       |                                                                                       |
| 来源2：ECA&D                                                                          |                                                                                       |                                                                                       |                                                                                       |                                                                                       |                                                                                       |                                                                                       |                                                                                       |                                                                                       |                                                                                       |                                                                                       |                                                                                       |                                                                                       |                                                                                       |

1. ↑  气象站位于距布拉德福德市中心2英里（3 km）处。
2. ↑  数据根据英国气象局1991-2020年原始月度长期数据计算得出。

### 绿化带
布拉德福德位于延伸至该区及更广周边郡县的绿化带区域内。其设立旨在减少城市蔓延，防止西约克郡城市区的城镇进一步融合，保护外围社区的特性，鼓励棕地再利用，并保护附近的乡村。这是通过在指定区域内限制不适当的开发并对获准建筑施加更严格的条件来实现的。
绿化带环绕布拉德福德建成区，将整个区内的城镇和村庄分隔开来。较大的外围社区，如宾利、威尔斯登、科廷利和桑顿，也不属于绿化带区域。然而，附近较小的村庄、小村落和乡村地区，如布伦思维特、基勒姆（Keelham）、登霍尔姆门（Denholme Gate）、莱科克、埃肖特、米克尔思维特、古斯艾、斯坦伯里、海恩沃思、汤和海尔克罗夫特（Harecroft）均被该指定区域“冲刷覆盖”（'washed over'）。 边缘地区许多半乡村土地也包括在内。2017年该区域面积约为23,890公頃（238.9平方；92.2平方英里）。
绿化带的次要目标是鼓励娱乐和休闲活动， 拥有乡村景观特色、绿地区域和设施，包括帕克伍德（Park Wood）、北克利夫公园及林地、希顿伍兹、切洛谷（Chellow Dene）林地和水库、霍顿岸（Horton Bank）乡村公园、诺尔山（Norr Hill）、吉尔斯特德（Gilstead）休闲公园、希普利峡谷旁的巨石圈遗迹、布拉肯霍尔（Bracken Hall）、艾尔河谷（River Aire valley）、利兹和利物浦运河以及利兹乡间小径（Leeds Country Way）。2025年5月，西约克郡首个国家自然保护区——布拉德福德奔宁门户（Bradford Pennine Gateway）建立，涵盖了佩尼斯通山、希普利峡谷和伊尔克利荒原的部分区域。

## 人口统计

布拉德福德区民族人口随时间变化图

在2011年英国人口普查中，布拉德福德人口为522,452人。 布拉德福德有106,680个家庭，人口密度为每平方公里4,560人（每平方英里11,820人）。每100名女性对应92.9名男性。 布拉德福德拥有伦敦以外最年轻、增长最快的人口。

2011年人口普查显示的布拉德福德都会区议会区域人口密度

人口普查显示，在布拉德福德总人口中，67.44%（352,317人）为白人，26.83%（140,149人）为亚裔，2.48%（12,979人）为混合种族，1.77%（9,267人）为黑人，1.48%（7,740人）来自其他种族。
22.1%的人口是英国南亚裔（包含在上述26.83%的亚裔数据中），是英格兰和威尔士单个定居点中南亚人比例第二高的城市（仅次于莱斯特市的29.9%）。约克郡-亨伯地区近一半的亚裔居住在布拉德福德，其中布拉德福德摩尔、城市、小霍顿、曼宁汉姆和托勒等中心选区拥有占多数的亚裔人口，而布拉德福德的外围选区如桑顿和阿勒顿、艾德尔和萨克利、埃克尔斯希尔、威布西、怀克、克莱顿、罗斯、汤和罗伊兹则以白人为主。
国家统计局区域趋势报告（2009年6月发布）显示，布拉德福德部分地区遭受英国最严重的贫困剥夺，而其他地区则是英国贫困剥夺程度最低的地区之一。 婴儿死亡率是全国平均水平的两倍， 预期寿命略低于区内其他地区。

## 经济
布拉德福德的纺织业已衰退多年，该市遭受了去工业化的影响。布拉德福德的一些地区是英国社会贫困剥夺最严重的地区之一， 广泛存在排斥现象，部分选区的失业率超过25%， 不过布拉德福德的其他地区是英国贫困剥夺程度最低的地区之一。 经济总量约95亿英镑，使布拉德福德经济成为该地区的主要引擎，预计到2018年将增长至超过100亿英镑， 贡献了该地区约8.4%的产出，使该区成为约克郡与亨伯地区第三大经济体（仅次于利兹和谢菲尔德）。经济已多元化发展，该市拥有几家大公司，特别是在金融（约克郡建筑协会、普罗维登金融、桑坦德英国）、纺织（英国羊毛营销委员会、Bulmer and Lumb集团）、化工（巴斯夫、Nufarm UK）、电子（安科国际、Filtronic）、工程（NG Bailey、Powell Switchgear）和制造业（电装马尔斯顿、Bailey Offsite、贺曼卡片英国公司和西布鲁克薯片）领域。超市连锁店莫里森的总部设在布拉德福德，水务公用事业公司约克郡水务也是如此。
万基斯银行集团（Vanquis Banking Group），前身为普罗维登金融股份有限公司（Provident Financial plc），已迁入市中心一座占地250,000 sq ft（23,000 m2）、耗资4500万英镑的新旗舰总部大楼。该大楼还设有一家拥有200间客房的朱瑞斯酒店（Jurys Inn）。
2011年10月，振兴布拉德福德市中心的计划，包括拖延已久的百老汇购物中心，得到了推动，因为布拉德福德市议会从政府获得了1760万英镑的区域增长基金，它将匹配投入以创建一个3500万英镑的“增长区”，在该区内，公司将获得营业税减免，以换取帮助人们获得培训和就业机会。
2012年4月，零售巨头弗里曼格拉顿控股（Freeman Grattan Holdings）达成协议，在市中心开设新总部并容纳约300名员工。这家邮购和在线零售商将把员工从利吉特格林（Lidget Green）基地（自1934年起格拉顿就在此设立）转移到位于小德国边缘的一座二级保护的前羊毛仓库。
截至2023年，布拉德福德目前正在结合成功的2025年文化之城申办活动开发城市再生项目。其中最重大的重建项目之一是将当地的布拉德福德奥登大楼改造为“布拉德福德现场”（Bradford Live），这是一个耗资2200万英镑、拥有4000个座位的音乐场馆。 除了布拉德福德现场项目外，该市还在开发其他一些重大项目，包括：
• 城市公园一号（One City Park），位于布拉德福德城市公园的一座耗资3000万英镑的大型企业办公楼开发项目。
• 高点（High Point），一项耗资1100万英镑的开发项目，将前约克郡建筑协会大楼改造为住宅公寓。
• 布拉德福德中央火车站，一个规划中的中央火车站，与“公共交通”整合。
• 达利街市场，一项耗资2300万英镑的商业开发项目，包括三个交易楼层。
除了重建项目外，市中心的一些现有建筑将被拆除——包括拆除NCP停车场以扩建和改善现有的布拉德福德交汇站。

### 购物

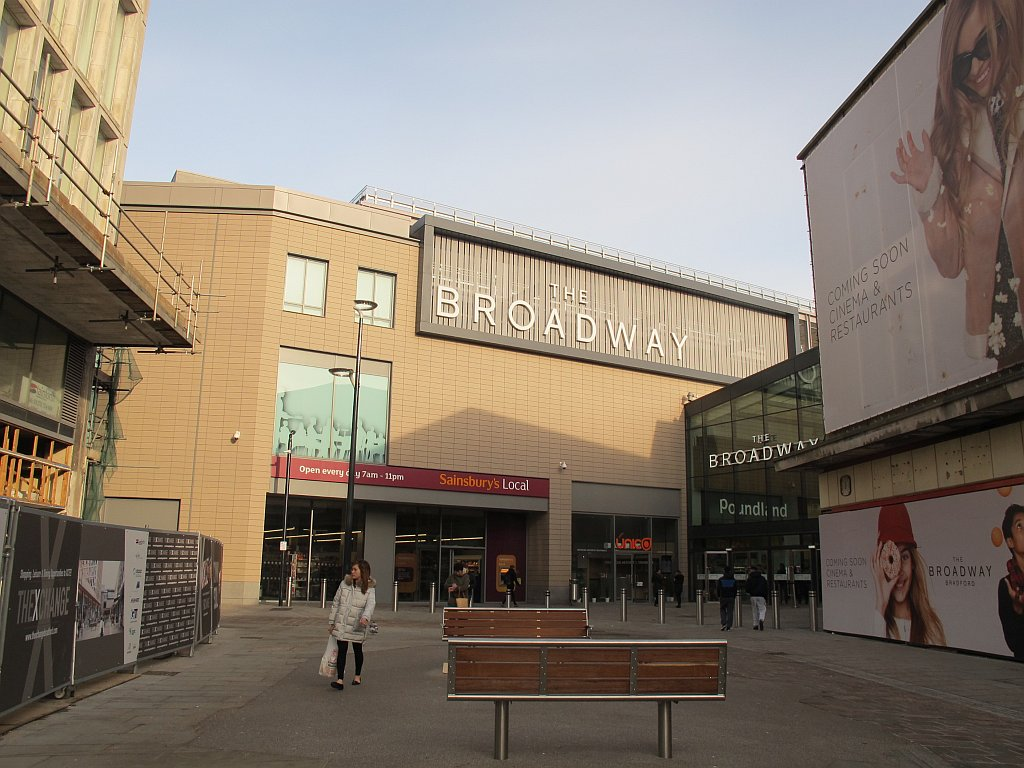
百老汇购物中心

布拉德福德的主要零售购物设施是百老汇购物中心。它包括Next、River Island、Schuh、H&M、Khaadi、Primark、Kiko（品牌）、Menkind等70多家店铺。
柯克盖特购物中心（Kirkgate Shopping Centre）位于布拉德福德市中心。它包括New Look、Bank、W H Smith、Boots、Boyes、 SportsDirect.com、Deichmann和F. Hinds等65家商店，以及一个室内市场和一个拥有550个车位的停车场。该中心最近进行了数百万英镑的翻新，并提交了升级这座1960年代建筑立面的计划，因为它预计将面临期待已久的2.6亿英镑西田开发项目的竞争，该项目于2015年11月5日开业。 2022年宣布，该中心最终将为“城市村庄”（City Village）开发项目让路而被拆除，Primark将迁至百老汇购物中心，取代旧的Debenhams单元。

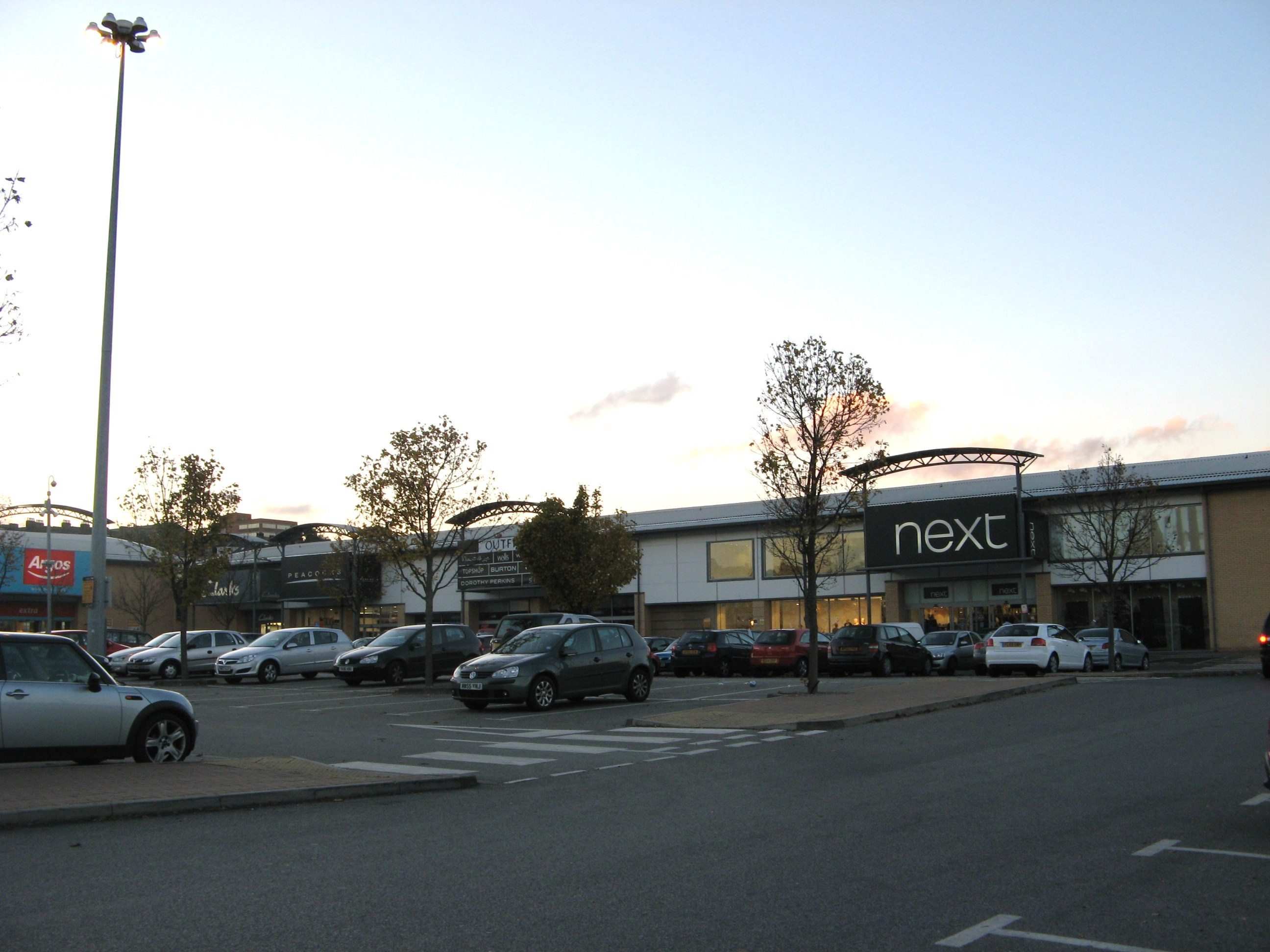
福斯特广场零售公园

福斯特广场购物公园（Forster Square Shopping Park）于1995年开业，毗邻福斯特广场火车站。它包括20多家大型零售和食品店铺，包括Next、Boots、Currys、TK Max和Asda Living。
森布里奇韦尔斯（Sunbridge Wells）是一个地下零售综合体，包含餐厅、酒吧和零售单元。该建筑群建在市中心一系列维多利亚时代隧道中。
达利街市场（Darley St. Market）是一个将于2024年开业的新购物中心，取代现有的市中心市场，包括奥斯特勒购物中心（Oastler Shopping Centre）和柯克盖特市场。

## 地标

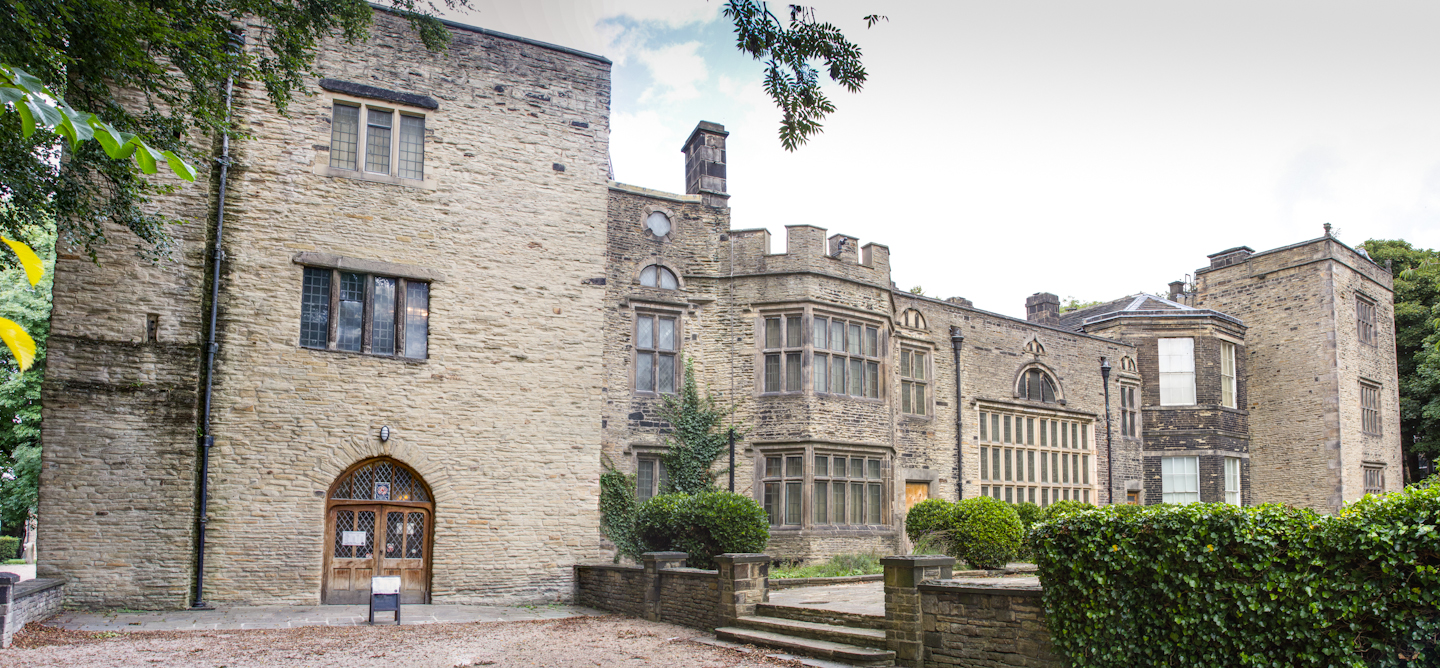
博林庄园

布拉德福德最古老的建筑是座堂，在其大部分历史中是一座教区教堂。除了作为博物馆保存下来的博林庄园外，几乎没有其他中世纪建筑留存下来。

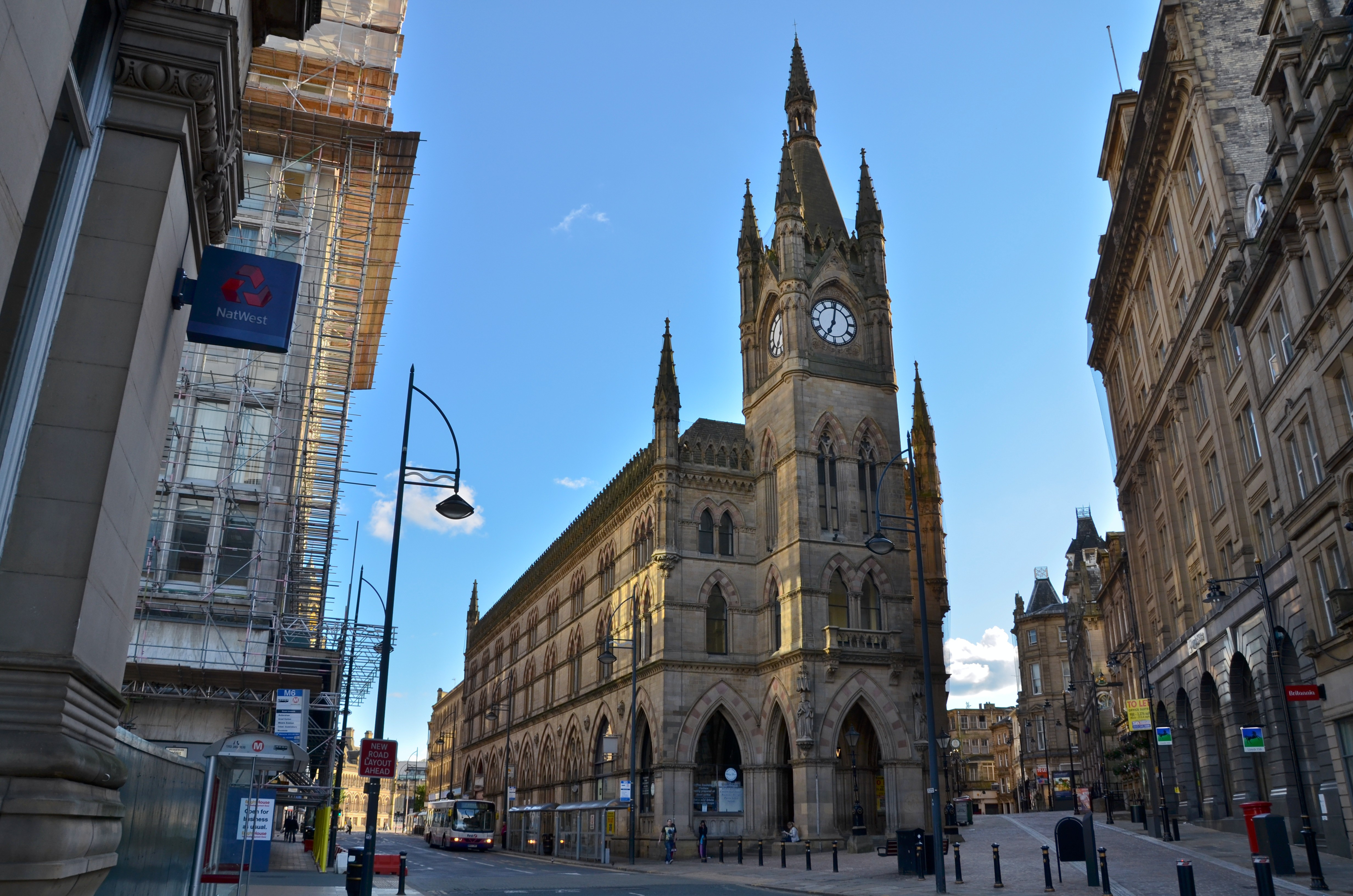
布拉德福德羊毛交易所

这里有一些精美的维多利亚式建筑：除了大量的工厂，还有市政厅（其上有英格兰统治者的雕像，不同寻常的是包括奥利弗·克伦威尔）、前羊毛交易所，以及安德克利夫（Undercliffe）的一座大型维多利亚公墓。小德国是市中心东部一个宏伟的维多利亚商业区。它的名字来源于19世纪的德国犹太人移民，他们从许多列入保护名录的建筑中经营生意。经过几十年的衰败，已成功改造为办公和住宅用途。纸堂（Paper Hall）在20世纪90年代免于拆除并得到翻新，2005年中，小德国地区著名的东溪堂（Eastbrook Hall）开始翻新。2008年秋，查尔斯王子为其作为豪华公寓揭幕。 布拉德福德还有多座具有建筑历史意义的酒店，它们建于两条铁路线进入市中心的维多利亚时期。维多利亚酒店（Victoria Hotel）和米德兰酒店（Midland Hotel）的建立是为了在羊毛贸易鼎盛时期接待前往该市的商务旅客。
除了安德克利夫公墓，布拉德福德还有另外七个公墓，分别位于鲍灵（Bowling）、克莱顿（Clayton）、北比尔利桑顿（North Bierley Thornton）、昆斯伯里（Queensbury）、斯科勒穆尔（Scholemoor）、桑顿（Thornton）和汤（Tong），以及基斯利（Keighley）、沃夫代尔（Wharfedale）和区内其他地区由议会运营的公墓。
像许多城市一样，布拉德福德在20世纪60和70年代失去了许多著名建筑，被开发商拆除：当时尤其令人痛惜的是天鹅拱廊（Swan Arcade）和旧柯克盖特市场（Kirkgate Market）。近年来，那个时代的建筑本身也被拆除和取代：位于百年纪念广场（Centenary Square）旁边的省府大厦（Provincial House）于2002年被控制爆破拆除， 福斯特大厦（Forster House）于2005年作为百老汇开发项目的一部分被拆除。

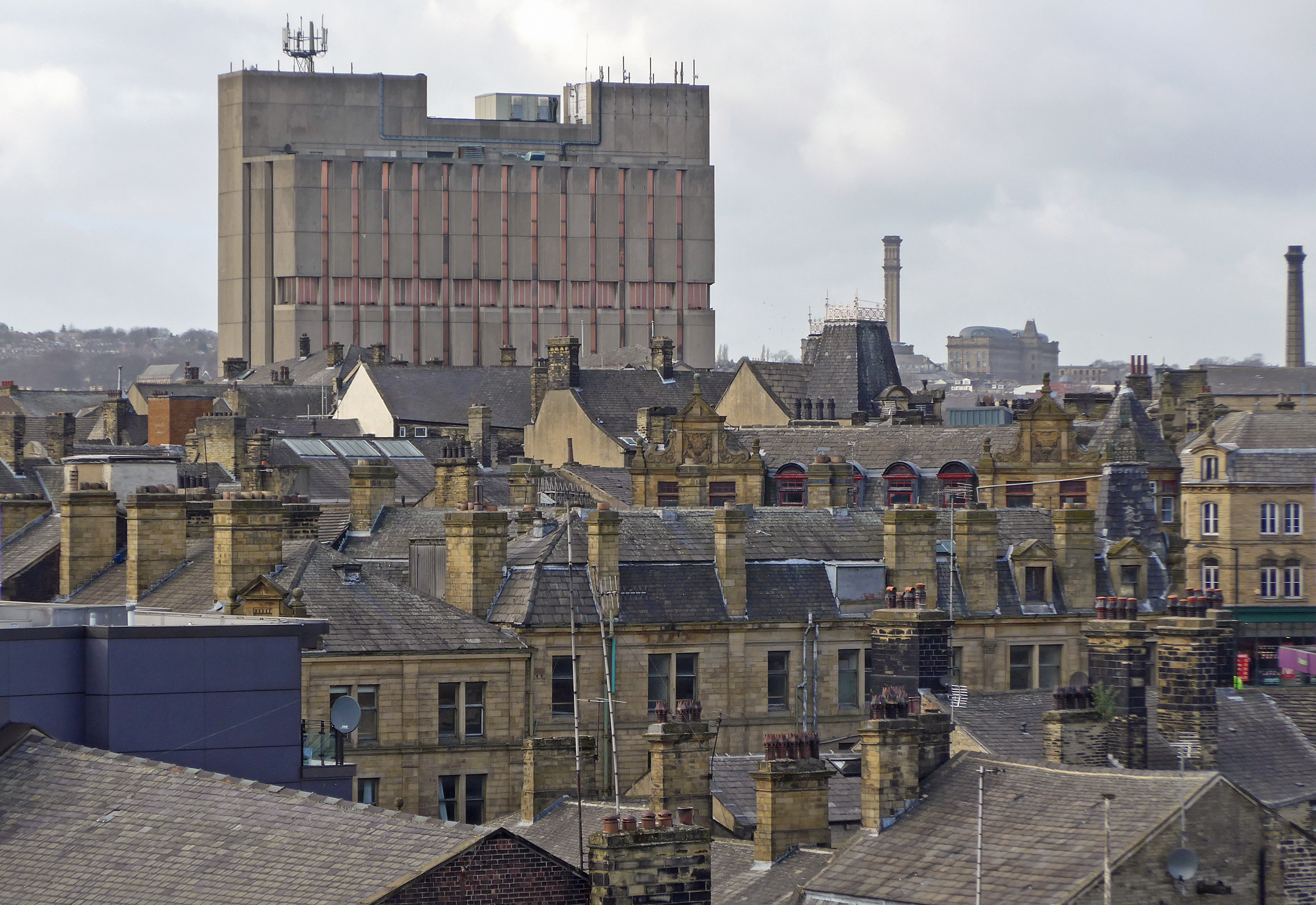
从布拉德福德市中心眺望高点

高层建筑高点建于1972年，作为约克郡建筑协会的总部。 它是粗野主义建筑的突出典范。 它已空置数十年，并提出了各种方案以使其恢复使用。
布拉德福德的主要美术馆位于利斯特公园宏伟的爱德华时代卡特赖特堂（Cartwright Hall）内。国家科学与媒体博物馆颂扬电影和电影艺术，是伦敦以外参观人数最多的博物馆。它包含一个IMAX影院、库比·布罗科里电影院（Cubby Broccoli Cinema）和画境村电影院（Pictureville Cinema）——被大卫·普特南描述为英国最佳电影院。

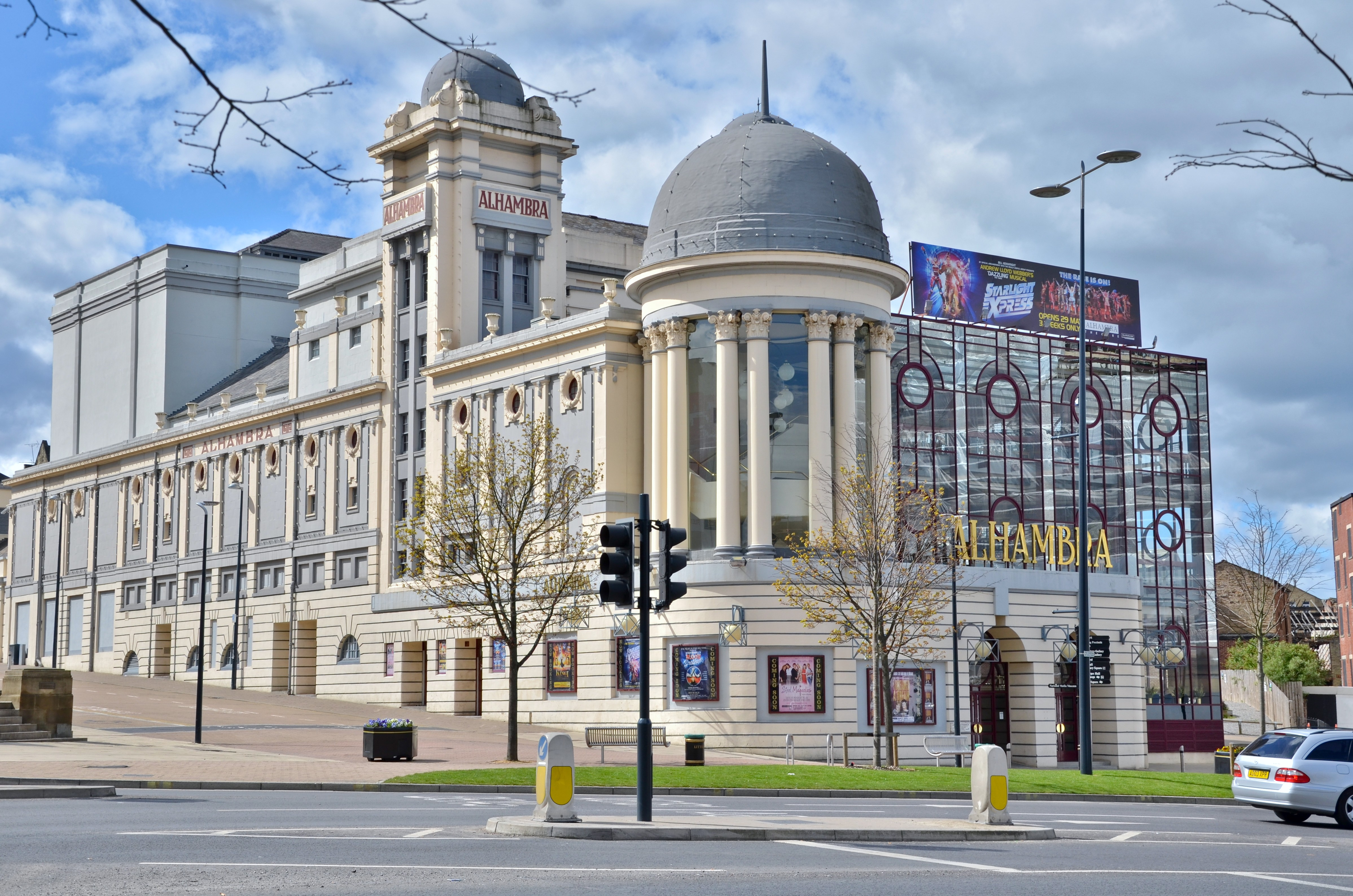
布拉德福德阿尔罕布拉剧院经常上演西区和百老汇热门音乐剧。

同样在该市的还有圣乔治音乐厅——一座宏伟的音乐厅，可追溯至1853年，是英国最古老的音乐厅，也是整个欧洲第三古老的音乐厅。 阿尔罕布拉剧院建于1914年，为剧院经理人弗兰克·莱德勒（Frank Laidler）建造，后来归莫斯帝国集团（奥斯瓦尔德·斯托尔和爱德华·莫斯）所有。该剧院于1986年翻新。
该市区内有37个公园和花园。利斯特公园（Lister Park）拥有划船湖和莫卧儿水景花园，在2006年被评为英国最佳公园。 东鲍灵的鲍灵公园（Bowling Park）是年度布拉德福德狂欢节的举办地，庆祝当地非洲和加勒比文化。
布拉德福德城市公园现为布拉德福德节（Bradford Festival）的举办地，该节日包括梅拉节（Mela）。它是布拉德福德市中心一个占地six-英畝（2.4-公頃）的公共空间，拥有英国任何城市中最大的人工水景。一个4,000 m2（43,000 sq ft）的镜面池拥有100多个喷泉，其中包括英国城市中最高的喷泉，高达30米（100英尺）。当镜面池排水时，城市公园会举办狂欢节、市集、戏剧制作、放映和社区节日等活动。这项耗资2400万英镑的项目于2010年2月启动，城市公园于2012年3月正式开放，成千上万的人参加了盛大的开幕活动。

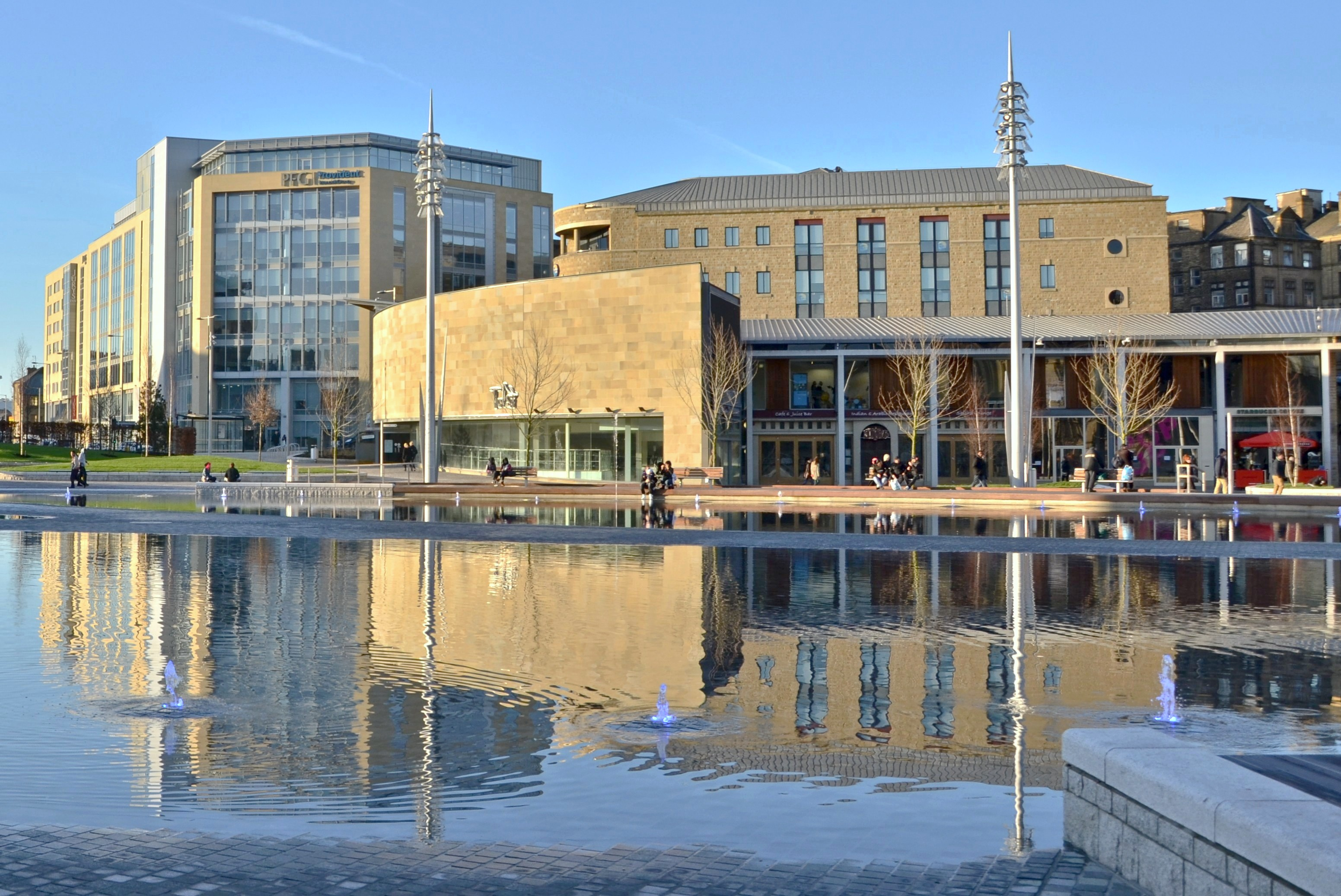
城市公园的镜面池

布拉德福德奥登剧院（Bradford Odeon），前身为高蒙影院（Gaumont）和新维多利亚剧院（New Victoria Theatre），建于1930年，作为可容纳3,000多人的音乐场所和电影院，是当时伦敦以外英国最大的电影院。（另一家奥登剧院，一直是奥登连锁影院的一部分，于1938年在该市建造，1969年被拆除。）它矗立在毗邻列入保护名录的阿尔罕布拉剧院的保护区，于2000年关闭，并出售给开发商兰树（Langtree），计划拆除并代之以公寓和办公楼。奥登剧院因这些提议而备受争议，公众以一份10,000人签名的请愿书和支持其翻新的运动表示支持。在2012年3月成功的布拉德福德西区补选竞选活动中，乔治·加洛韦将奥登剧院的修复列为其首要任务，后来要求首相戴维·卡梅伦进行干预。 建筑历史学家乔纳森·弗伊尔（Jonathan Foyle）、女演员艾美达·斯丹顿（Imelda Staunton）和珍妮·艾格特（Jenny Agutter），以及导演迈克尔·温纳（Michael Winner）都支持这项运动。

### 纪念碑
布拉德福德战争纪念碑
布拉德福德维多利亚十字勋章纪念碑
布拉德福德伙伴营墓碑
布拉德福德市火灾纪念碑
布拉德福德和平之城
博帕尔工人纪念日牌匾
广岛和长崎牌匾
雅各布井（Jacobs Well）乌克兰树林
1932年乌克兰大饥荒纪念碑
1986年切尔诺贝利灾难纪念碑

## 交通
过去几个世纪，布拉德福德在布拉德福德谷（Bradfordale）的位置使得交通困难，除了从北方；这已不再是问题。

### 公路
1734年，布拉德福德首次连接到发展中的收费公路网络， 当时第一条约克郡收费公路建成，途经哈利法克斯和该市，连接曼彻斯特和利兹。
现在可通过主干道进入：经由昆斯伯里连接利兹和哈利法克斯的A647公路；连接韦克菲尔德和基斯利的A650公路；通往哈罗盖特的A658公路；以及经由谢尔夫通往哈利法克斯的A6036公路。
M606高速公路是M62高速公路的一条支线，将布拉德福德与国家高速公路网连接起来。尽管最初计划直接进入市中心，但它止于该市的环路。

#### 公交

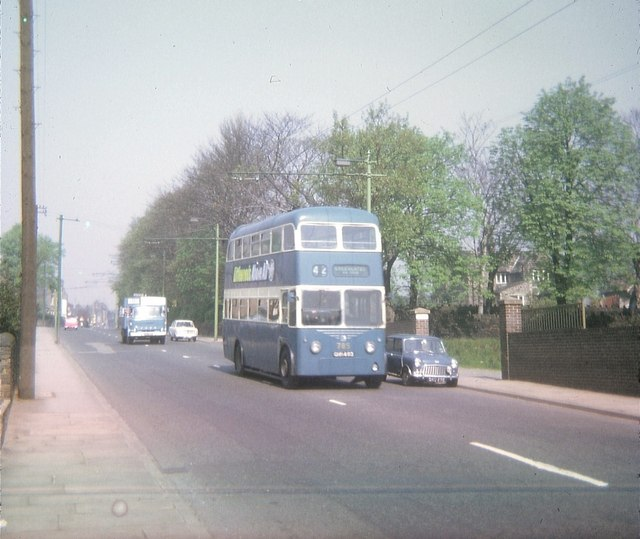
布拉德福德无轨电车在利兹路，格林盖茨，1971年5月。

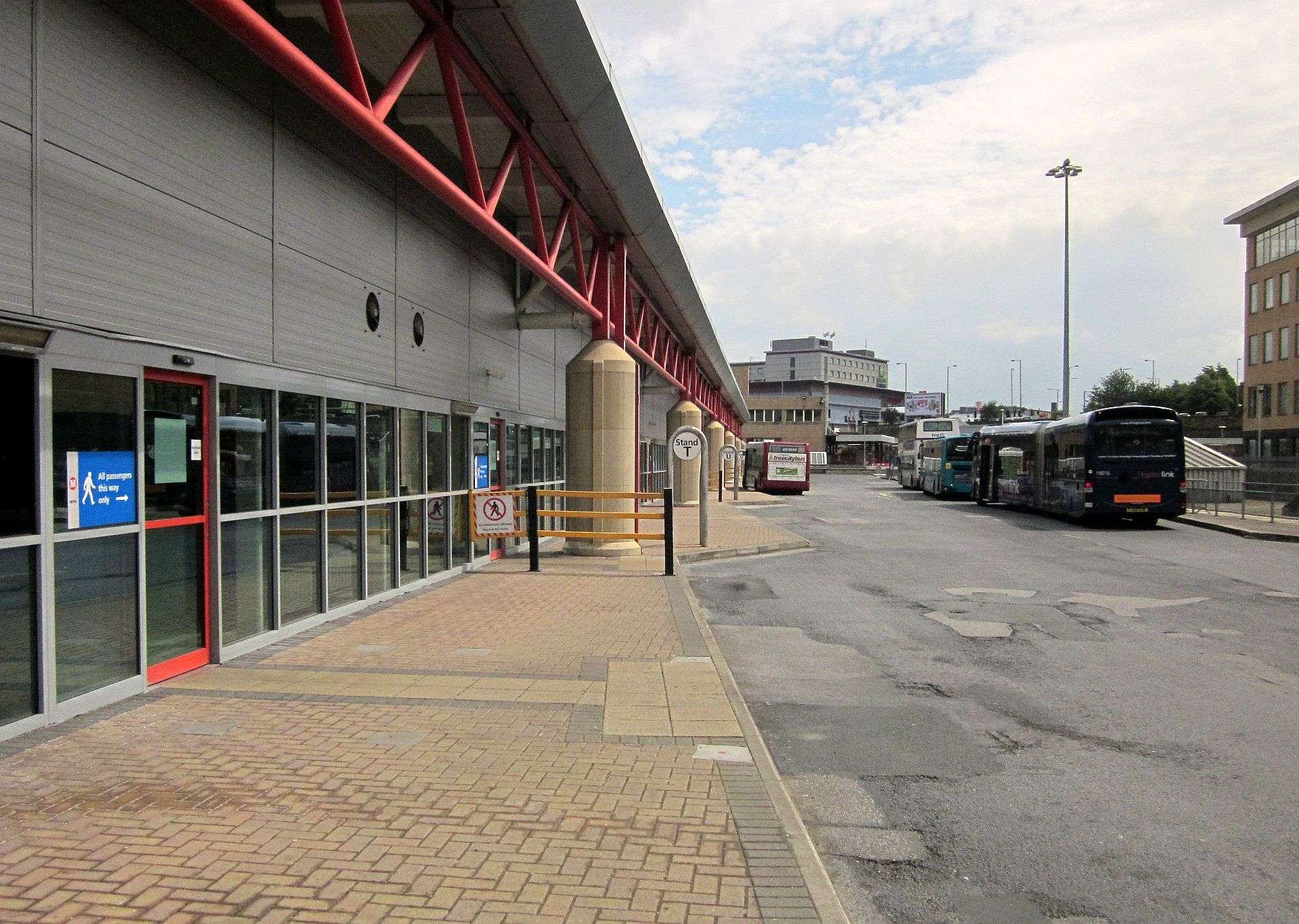
布拉德福德交汇站公交入口

1911年6月20日，英国首个无轨电车系统同时在布拉德福德（莱斯特代克（Laisterdyke）和达德利山（Dudley Hill）之间）和利兹开通。 布拉德福德——也是英国——的最后一条线路于1972年3月26日停止运营。 十辆布拉德福德无轨电车保存在桑托夫特无轨电车博物馆。 1974年，布拉德福德的市政巴士由西约克郡地铁（West Yorkshire Metro）接管。第一巴士布拉德福德（First Bradford）和阿瑞瓦约克郡（Arriva Yorkshire）是布拉德福德巴士的主要运营商，部分线路使用导向巴士。

### 水路
布拉德福德运河是利兹和利物浦运河在希普利的一条4-英里（6.4-）长的支线。修建它是为了将布拉德福德与北区的石灰岩采石场、奔宁山脉两侧的工业城镇以及利物浦和古尔（Goole）的港口连接起来。该运河从1774年运营至1866年，以及1871年至1922年，重建运河的计划一直存在。

### 铁路

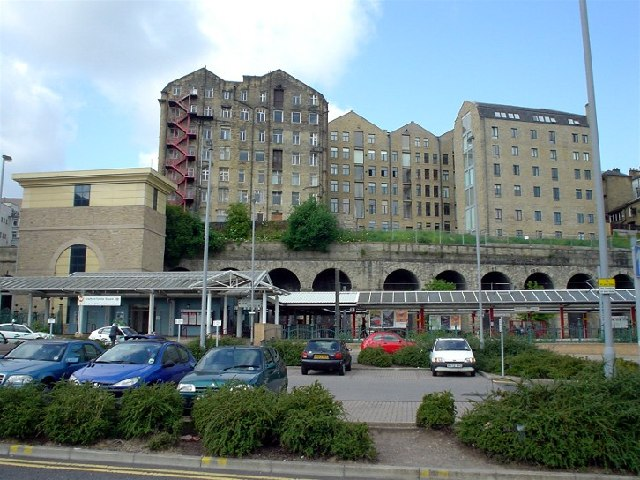
布拉德福德福斯特广场车站

布拉德福德市中心车站示意图

利兹和布拉德福德铁路于1846年7月1日开通了福斯特广场车站，提供经希普利前往利兹的服务。该车站于19世纪50年代初重建，并分别于1890年和1990年再次重建。
兰开夏郡和约克郡铁路于1850年5月9日在德雷克街（Drake Street）开设了一个车站，连接曼彻斯特和利兹。大北方铁路于1854年在阿道弗斯街（Adolphus Street）开设了第三个终点站，但该车站离市中心太远。两家公司共同建造了一个联合车站，布拉德福德交易所（Bradford Exchange），于1867年开放。 阿道弗斯街作为货运终点站保留。1973年，交易所车站在不同地点重建，并于1983年更名为布拉德福德交汇站，旁边建有一个巴士站。
人们曾多次计划连接布拉德福德的铁路终点站。20世纪60年代市中心大规模重建为连接终点站提供了机会，但这并未实现，因为20世纪90年代沿计划路线建造了大型建筑。两地存在巨大的海拔差异：布拉德福德交汇站位于一个长陡坡的尽头，远高于福斯特广场车站。这种坡度在铁路建设中并非史无前例，福斯特广场车站迁离市中心为过渡提供了额外空间。
1882年，布拉德福德公司启动了有轨电车系统。最初车辆由马匹牵引，但于1883年被蒸汽驱动的电车取代，并于1898年由电力车辆取代。该系统一直运行到1950年。

### 航空

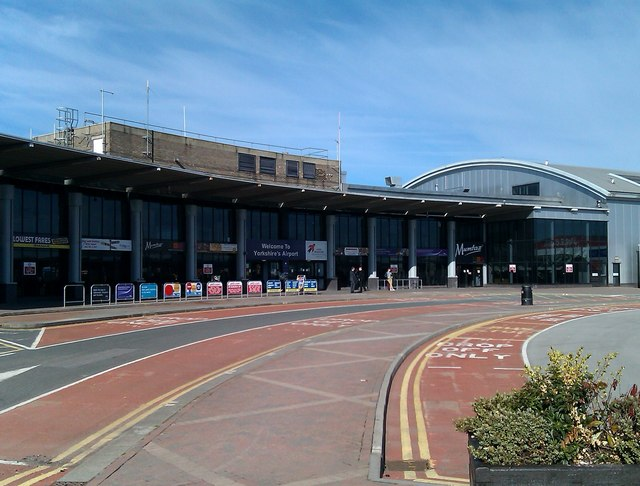
航站楼，利兹布拉德福德机场

利兹布拉德福德机场位于该市东北6英里（9.7）处。布拉德福德和利兹议会于1931年联合开放了该机场。它是捷途航空（Jet2.com）的基地航空。2007年5月，联合议会以1.455亿英镑将机场出售给桥点资本（Bridgepoint Capital），该公司将投资7000万英镑改善机场设施，并预计到2015年旅客使用量将超过700万人次。

## 教育

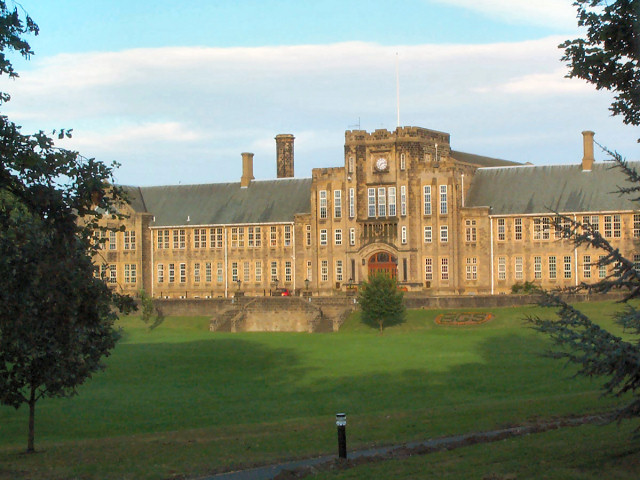
布拉德福德文法学校

布拉德福德文法学校在16世纪中叶教区教堂附近就已存在，并于1662年根据皇家特许状重建为查理二世的免费文法学校。

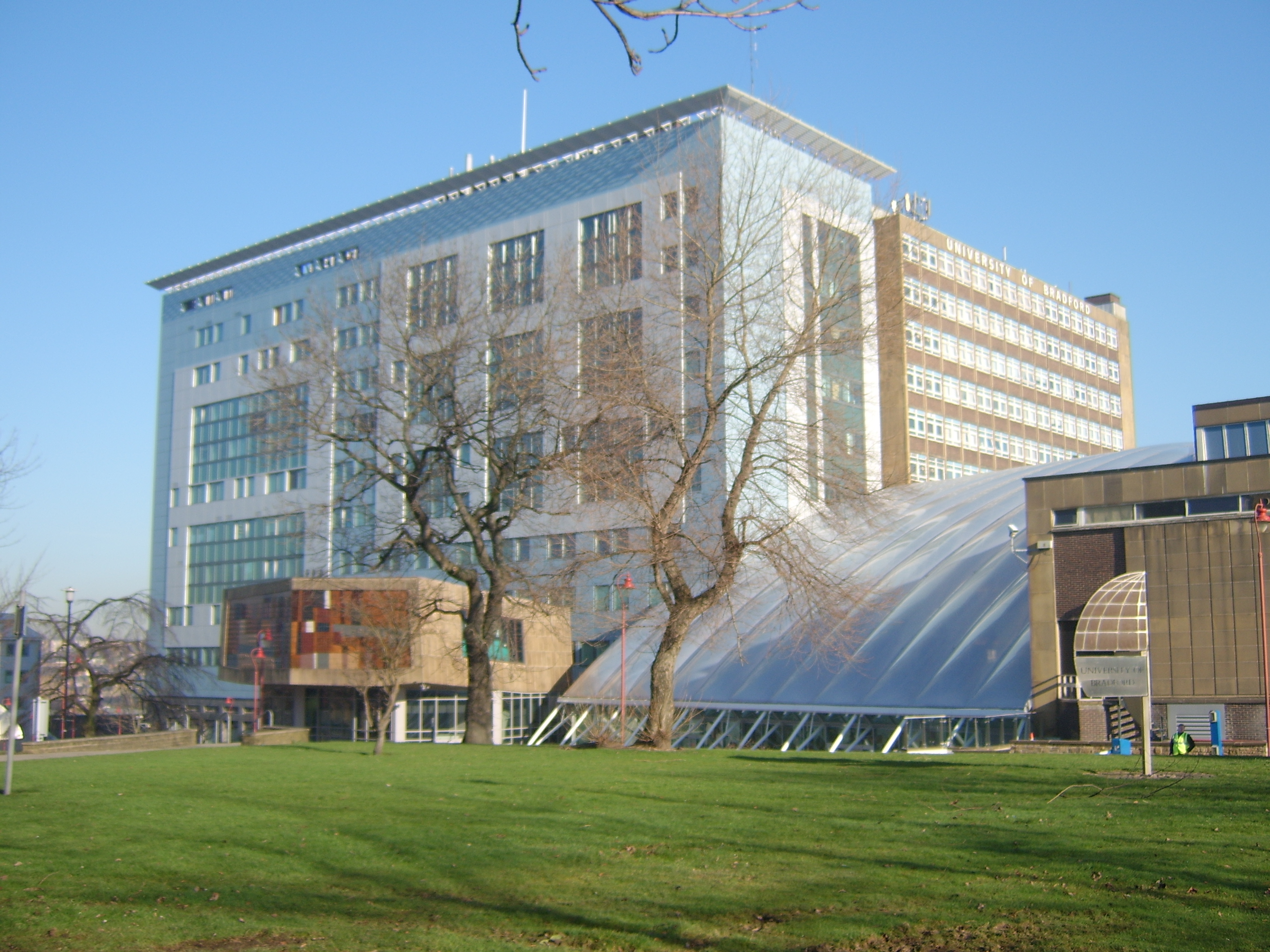
布拉德福德大学

布拉德福德大学拥有超过10,000名学生，于1966年获得皇家特许状，但其历史可追溯至19世纪60年代，当时它成立为“布拉德福德编织、设计和建筑学校”（Bradford Schools of Weaving, Design and Building）。该大学现在涵盖广泛的学科，包括技术和管理科学、验光学、药学、医学科学、护理研究、考古学和现代语言。其和平研究系于1973年在贵格会的支持下成立，长期以来一直是英国唯一的此类机构。
在公认的领先研究领域，布拉德福德大学拥有多个部门，如癌症治疗研究所（Institute of Cancer Therapeutics）、布拉德福德药学院（Bradford School of Pharmacy）、和平研究系、考古系、工程系、管理系、皮肤科学中心（Centre for Skin Sciences）等。该大学在学术研究和教学质量与社会包容的深厚传统之间取得平衡。布拉德福德大学在2005年被泰晤士高等教育增刊评为英国毕业生就业率第二名。
2010年12月，该大学连续第二年被评为英国最环保的大学。 2019年，该大学被评为英国社会包容性最佳大学。 此外，在2021年和2022年，该大学被高等教育政策研究所（HEPI）评为英格兰社会流动性最佳大学。

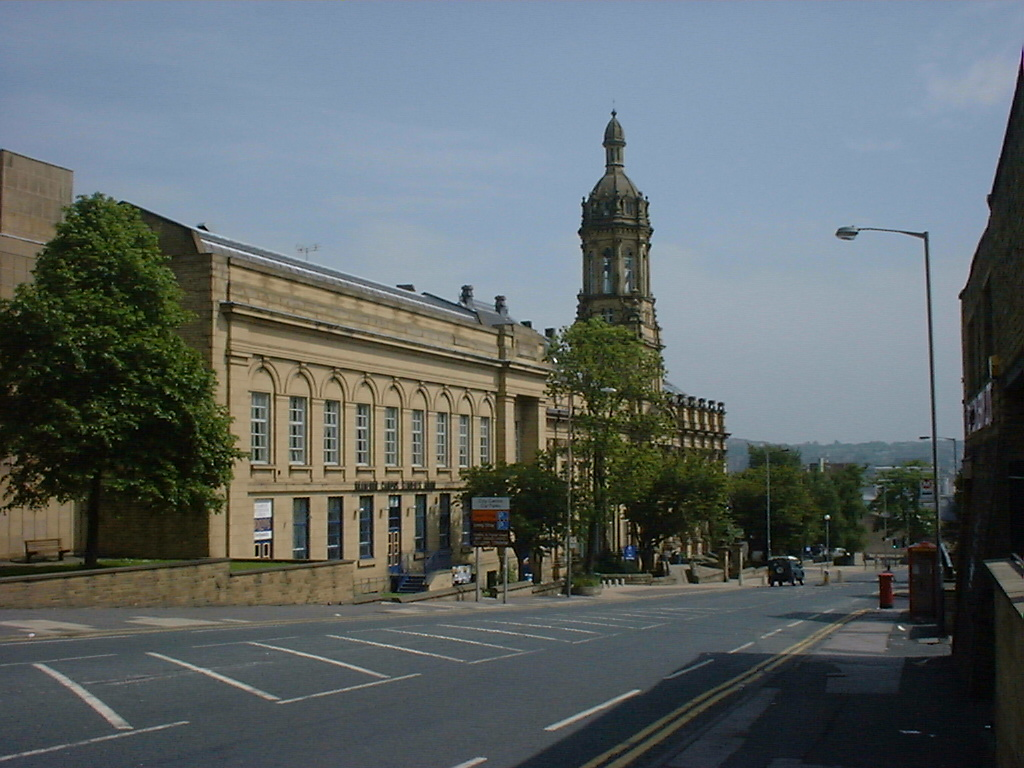
1832年成立的布拉德福德学院旧楼

布拉德福德学院由19世纪的理工学院发展而来，并继承了其建筑。它提供继续教育和高等教育课程，是利兹都会大学的附属学院，也是英国大学以外最大的高等教育课程提供者，拥有23,000名学生和1,800名教职员工。 它吸收了艺术学院，其最著名的校友是大卫·霍克尼。
1892年之后在布拉德福德期间，玛格丽特·麦克米伦（Margaret McMillan）加入了费边社和独立工党。她与妹妹雷切尔（Rachel）一起致力于改善居住在贫民窟的儿童福利，并倡导免费校餐。1952年，玛格丽特·麦克米伦纪念学院成立。
在2010年代，Ofsted报告将许多布拉德福德学校列为英国最优秀的学校之列。

## 宗教

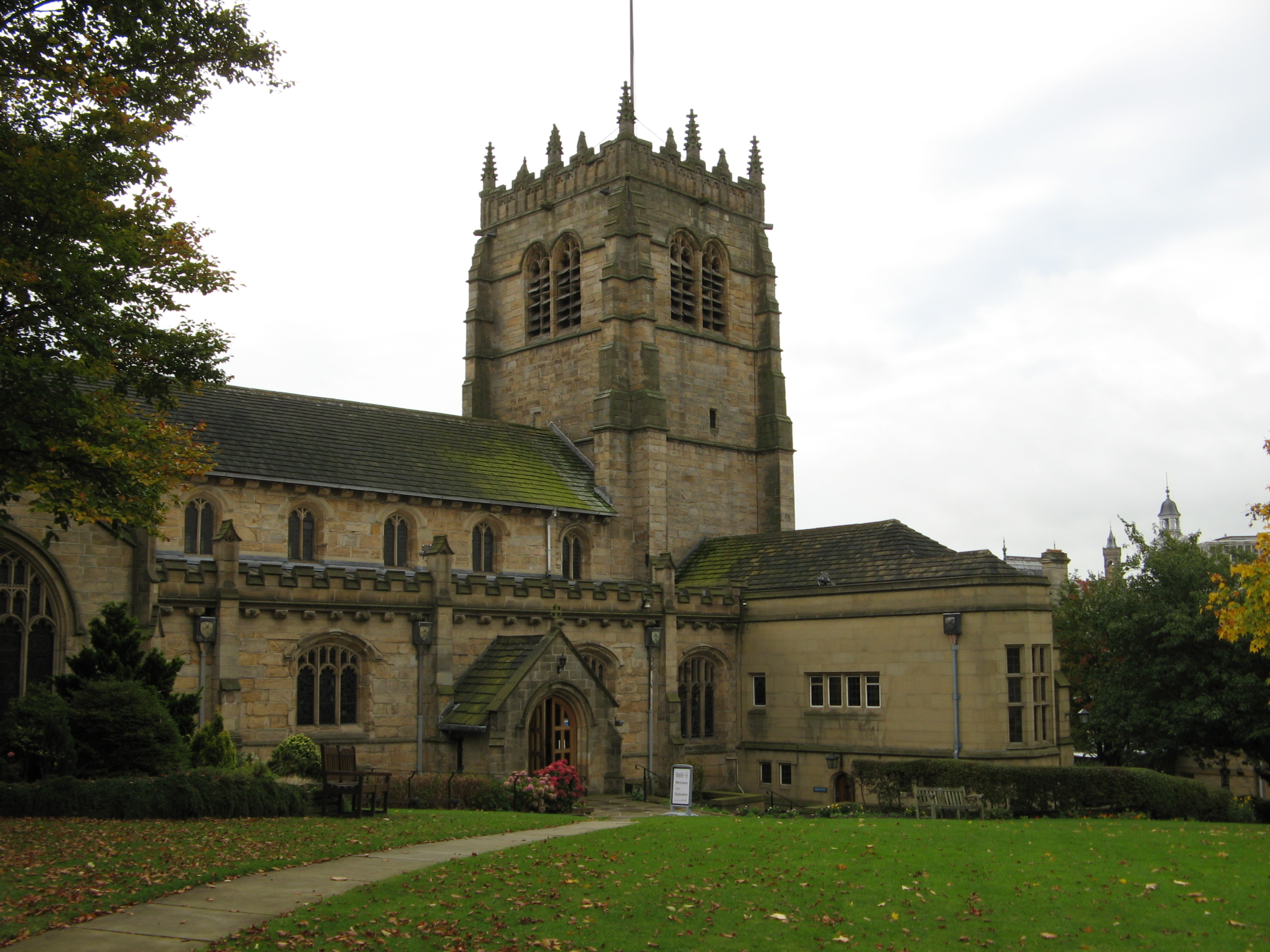
布拉德福德座堂，布拉德福德最古老的教堂之一

在布拉德福德座堂遗址上发现了两块雕刻的石头，可能是撒克逊讲道十字架的一部分。它们表明自公元627年约克的保利努斯（Paulinus of York）来到英格兰北部传教以改变诺森布里亚信仰以来，基督徒可能就在此敬拜。他在迪斯伯里讲道，布拉德福德最初就是从那里开始传播福音的。后来布拉德福德的牧师向该教区缴纳费用。布拉德福德最突出的基督教教堂是座堂，最初是圣彼得的教区教堂。该教区在1283年就已存在，1327年之前布拉德福德贝克河上方的岩架上就有一座石砌教堂。布拉德福德教区于1919年从里彭教区的一部分创建，该教堂在当时成为座堂。
布拉德福德拥有超过150座教堂和小教堂。
该市许多罗马天主教教堂是19世纪大量爱尔兰移民迁入布拉德福德的遗产。
布拉德福德的守护圣人是圣布莱斯（Saint Blaise），因为他是梳理羊毛的主保圣人，他的雕像出现在市中心的羊毛交易所上。在圣卡斯伯特天主教堂（St Cuthbert's Catholic Church）也有一座圣人的雕像，该教堂位于威尔默路（Wilmer Road），也因埃里克·吉尔（Eric Gill）创作的著名苦路十四站（Stations of the Cross）而闻名。
该区有不从国教的传统，这反映在公理会、浸信会和卫理公会建造的小教堂数量上。该市是20世纪80年代家庭教会运动的中心，基督教慈善机构反贫困基督徒（Christians Against Poverty）在该市成立。该市的其他家庭教会包括埃尔沙代国际基督教中心（El Shaddai International Christian Centre）和世界外展教会（World Outreach Church）。布拉德福德还是英国生命教会（LIFE Church UK）的所在地，这是一个不从国教的大型教会，拥有约3,000名成员。
19世纪中后期，犹太人社区实力强大，并在曼宁汉姆建造了布拉德福德改革派犹太教堂（Bradford Reform Synagogue）。这被认为是“伦敦以外最古老的改革派犹太教堂”， 由为羊毛贸易搬到布拉德福德的德国犹太人建立。根据历史学家沙曼·卡迪什（Sharman Kadish）的说法，“布拉德福德市的独特之处在于它在拥有正统派犹太教堂之前就拥有了一座改革派犹太教堂”。 1881年，俄罗斯犹太人逃离家园，在布拉德福德安家，并建立了一座正统派犹太教堂。
2011年，犹太人口为299人。

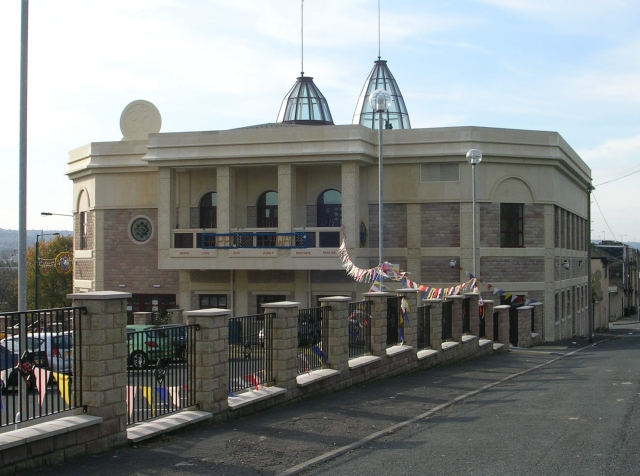
布拉德福德拉克希米纳拉扬印度教寺庙

该市有相当规模的南亚社区，拉克希米纳拉扬神庙（Lakshmi Narayan mandir）于2008年4月开放 是英格兰北部最大的印度教寺庙。 桑顿巷（Thornton Lane）上有一座印度教寺庙和社区中心 以及规模较小的基于住宅的神庙。

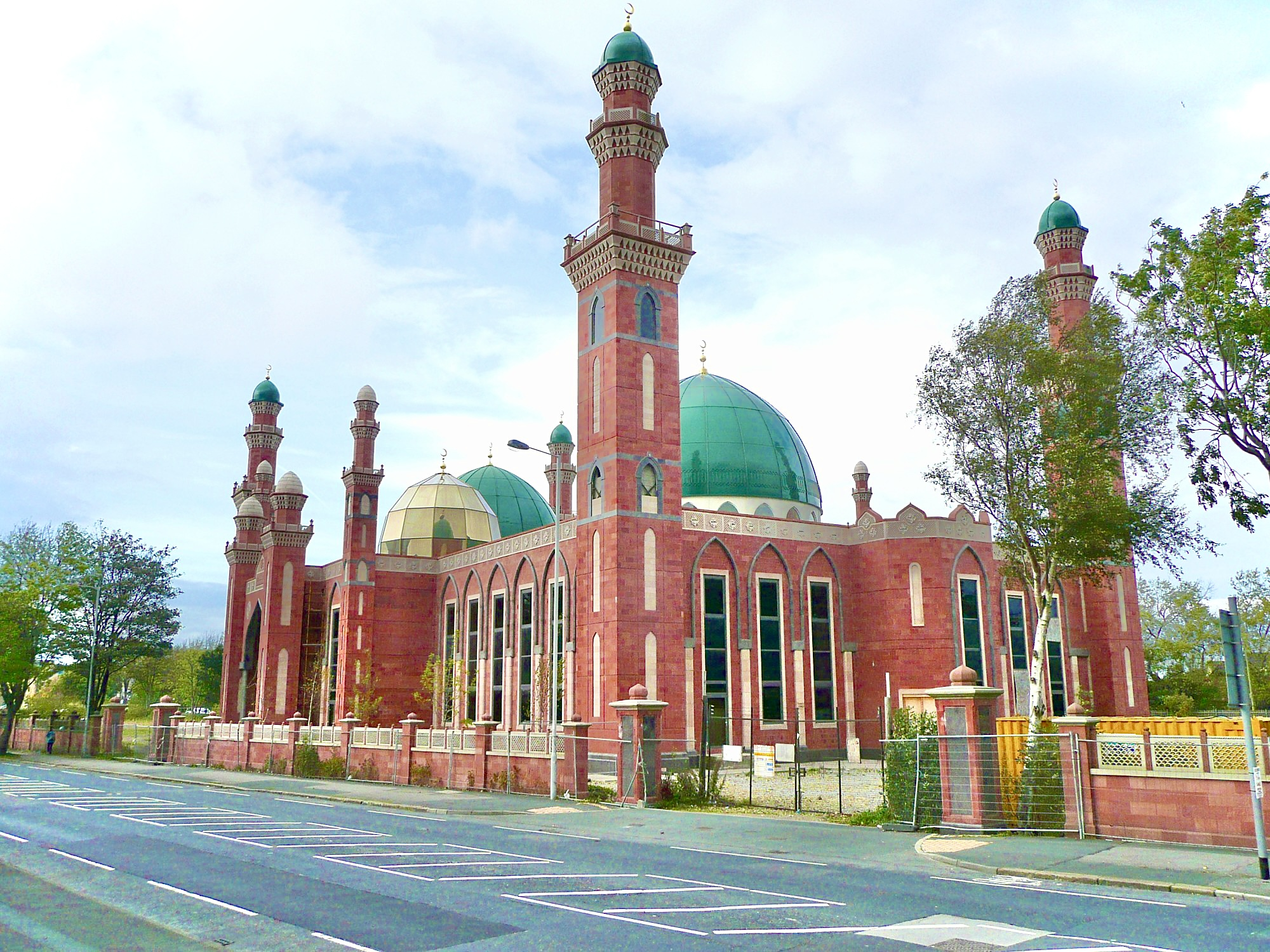
布拉德福德大清真寺位于霍顿公园大道

该市约有100座清真寺， 其中包括布拉德福德大清真寺（Bradford Grand Mosque）， 按容量计算是英国最大的清真寺之一。
该市的锡克教社区拥有六座谒师所（gurudwara）。锡克教的拜萨哈节（Vaisakhi）在4月14日庆祝。锡克教徒会以名为“nagar kirtan”（城市圣歌巡游）的游行队伍前往市内的每一座谒师所。
| 宗教信仰   | 人口    | %    |
| ---------- | ------- | ---- |
| 基督教     | 182,566 | 33.4 |
| 伊斯兰教   | 166,846 | 30.5 |
| 无宗教信仰 | 154,305 | 28.2 |
| 未声明     | 29,816  | 5.5  |
| 锡克教     | 4,834   | 0.9  |
| 印度教     | 4,757   | 0.9  |
| 佛教       | 959     | 0.2  |
| 犹太教     | 254     | <0.1 |
| 其他宗教   | 2,074   | 0.4  |
| 总计       | 546,412 | 100  |

## 文化
国家科学与媒体博物馆每年三月举办布拉德福德国际电影节。
2009年6月，布拉德福德因其与电影制作和发行的联系、其媒体和电影博物馆及其“电影遗产”而被联合国教科文组织指定为世界上首个电影之都（City of Film）。布拉德福德国家媒体博物馆馆长科林·菲尔波特（Colin Philpott）说：“成为世界上第一个电影之都是对布拉德福德在电影和媒体领域确立的动态历史的终极庆祝。” “凭借联合国教科文组织电影之都的称号，布拉德福德将继续在电影领域实现鼓舞人心的项目。” 来自布拉德福德的西蒙·博福伊（Simon Beaufoy）是获得奥斯卡奖的电影《贫民窟的百万富翁》（Slumdog Millionaire）的编剧，他表示这座城市在电影故事中发挥了关键作用，值得被认可。

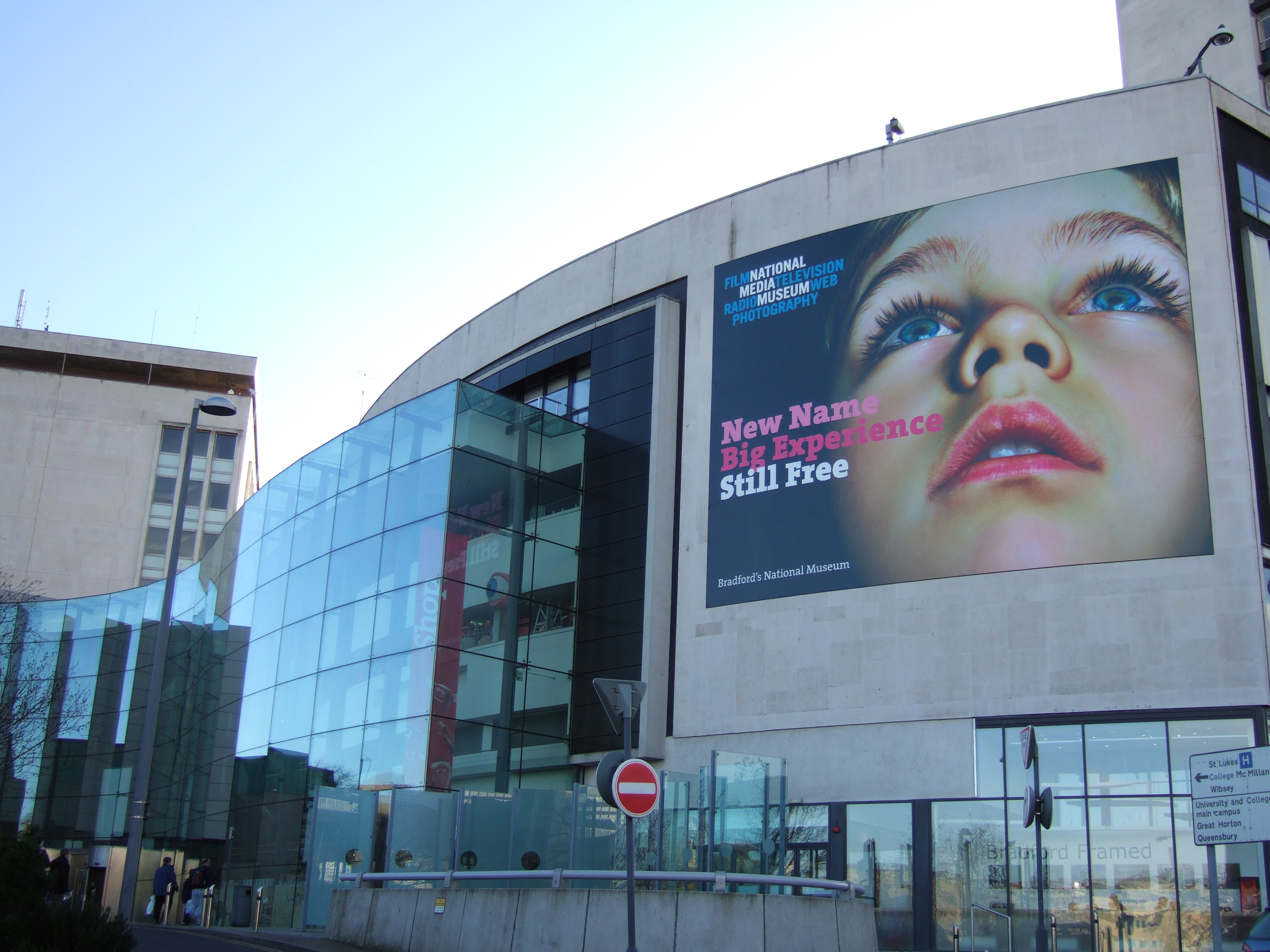
布拉德福德国家科学与媒体博物馆

布拉德福德与宝莱坞建立了关系，并于2007年主办了国际印度电影节颁奖典礼。
布拉德福德动画节（Bradford Animation Festival）是英国历史最悠久的动画节。每年11月举行，该电影节举办一系列放映、讲座、研讨会和特别活动。电影节的高潮是年度BAF奖项，表彰来自世界各地的新动画作品。
由埃尔西·赖特（Elsie Wright）拍摄的科廷利仙女照片（Cottingley Fairy photographs）以及使用的两台相机在布拉德福德国家科学与媒体博物馆的柯达画廊（Kodak Gallery）展出。
布拉德福德有四家剧院。阿尔罕布拉宫剧院（Alhambra）在同一建筑群内还有一个较小的工作室剧院。这些剧院由布拉德福德市都市区议会运营。磨坊剧院（Theatre in the Mill）是布拉德福德大学的一个小型工作室剧院，呈现学生和社区演出以及小型巡回专业作品。布拉德福德剧场（Bradford Playhouse）是一家私营场馆，拥有一个中型镜框式舞台剧院和一个小型工作室。
总部设在布拉德福德的职业剧团包括Kala Sangam、讽刺性疯狂喜剧团Komedy Kollective、磨坊剧院的Lost Dog以及历史最悠久的剧团之一Mind the Gap，后者一直与残障和非残障演员合作。教授戏剧的团体和组织包括亚洲戏剧学校（The Asian Theatre School）、布拉德福德舞台与戏剧学校（Bradford Stage and Theatre School）和Stage 84。此外还有一些业余剧团。
圣乔治大厅（St George's Hall）是一座音乐厅，建于1853年，是英国最古老的音乐厅，也是欧洲第三古老的音乐厅。 布拉德福德节日合唱协会（Bradford Festival Choral Society）成立于当年8月举行的首届布拉德福德音乐节（Bradford Musical Festival）， 该合唱团至今仍是该市音乐生活的一部分。哈雷管弦乐团（Hallé Orchestra）多年来一直是常客，此外还有众多流行音乐家、乐队、艺人、喜剧演员和戏剧制作也曾在此演出。
2017年，一项耗资820万英镑的圣乔治大厅翻新工程启动，计划在完成后于2018年底重新开放这个音乐会场地。

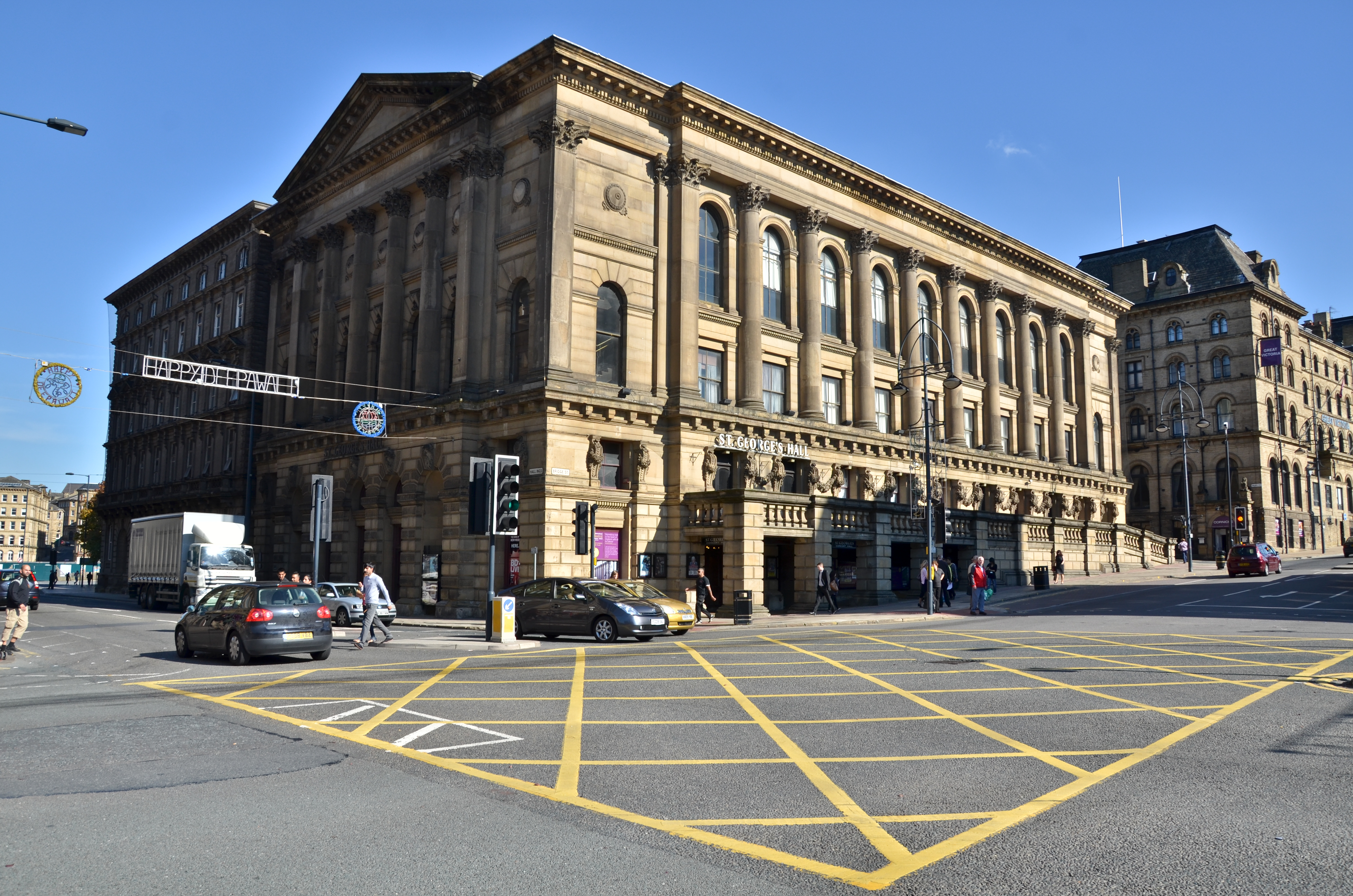
圣乔治大厅

电影院已被拥有多厅影院的庞大娱乐综合体所取代。市中心的休闲交易所（Leisure Exchange）有一家拥有16个放映厅的Cineworld影院。在郊区的桑伯里（Thornbury），有13个放映厅的Odeon Leeds-Bradford影院取代了阿尔罕布拉宫剧院旁边的旧Odeon影院。Odeon旧影院一直是布拉德福德市民抗议的焦点，他们不希望看到旧建筑被拆除。 布拉德福德大学也有一个由学生会运营的电影院，使用大学的大礼堂（Great Hall）。
布拉德福德的夜生活传统上集中在庄园街（Manor Row）和曼宁汉姆巷（Manningham Lane）。最近，几家俱乐部和酒吧在布拉德福德西区（West End）开业，围绕着阿尔罕布拉宫剧院，将这个原本相当安静的区域变成了夜晚常常人潮涌动、充满活力的地方。北游行街（North Parade）也开了几家主题酒吧，是城市独立区（Independent Quarter）的核心地带。 Sunbridge Wells是一个地下休闲和零售综合体。它于2016年在布拉德福德市中心开业。

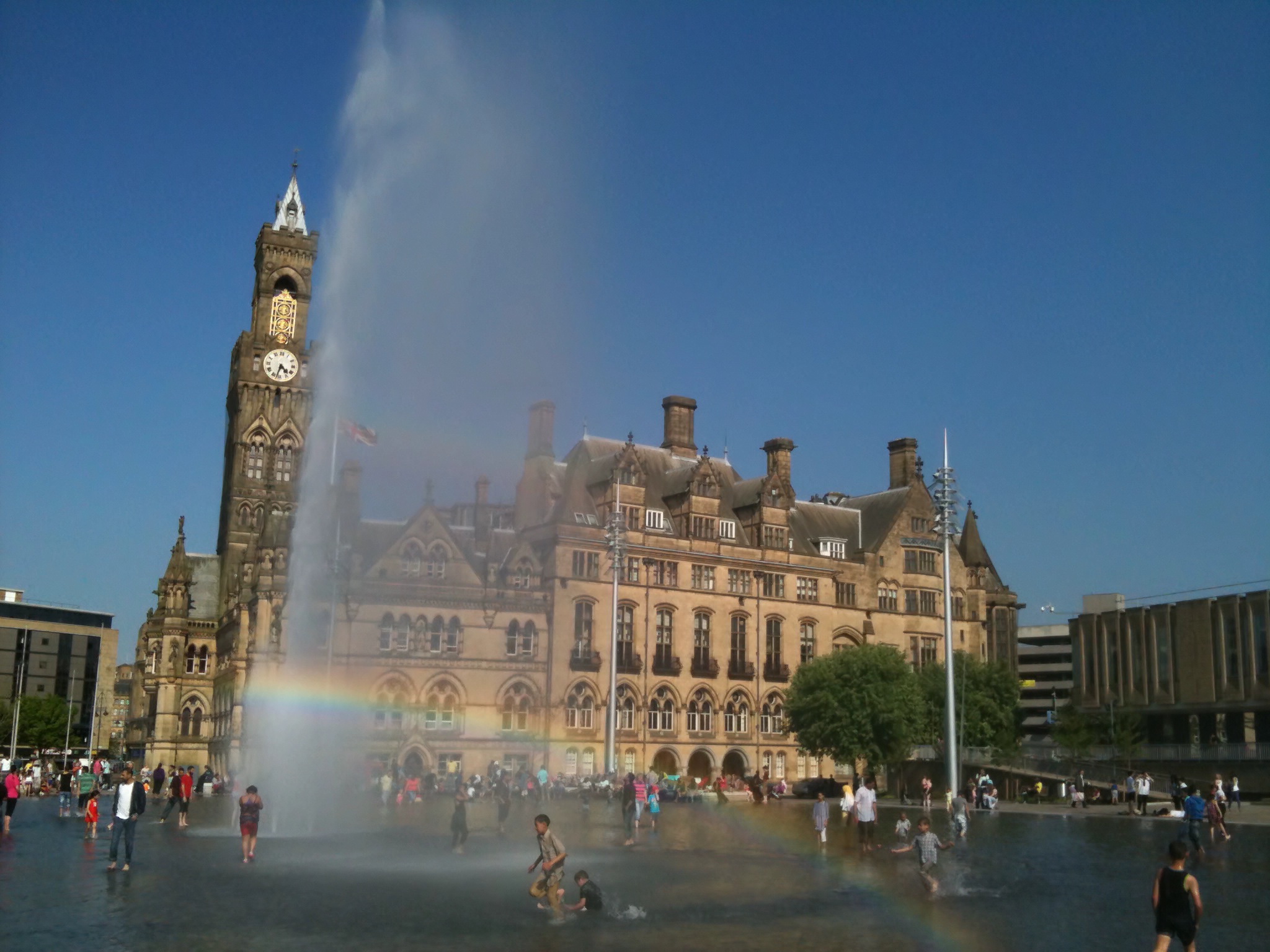
城市公园的晴天

布拉德福德是英国最早拥有地方商业广播电台的地区之一，1975年9月开播了Pennine Radio。如今，这是Hits Radio West Yorkshire和Greatest Hits Radio West Yorkshire。截至2006年，总部位于市中心的布拉德福德社区广播（Bradford Community Broadcasting）已在布拉德福德及艾尔河谷（Aire Valley）周围通过全职社区广播牌照进行广播，而大学广播电台Ramair则向学生群体广播。布拉德福德唯一的电视台AAP TV服务于该市庞大的亚洲社区。电讯报与阿格斯报（Telegraph and Argus）是布拉德福德的日报，每周一至周六出版。
布拉德福德梅拉节（Bradford Mela）现已成为6月举行的更大规模的布拉德福德节（Bradford Festival）的一部分。 “梅拉”（mela）一词源自梵语，意为“聚会”或“相会”。在英国，梅拉节为社区提供了一个相聚庆祝和分享文化的机会。梅拉节包括集市、游乐场、食品饮料、艺术和作坊、儿童活动、流动娱乐以及多个舞台上的各种音乐和舞蹈表演。布拉德福德于1988年9月举办了欧洲第一个梅拉节，目前该活动在布拉德福德城市公园（Bradford City Park）举行。
布拉德福德城市公园拥有英国最大的市中心水景设施。

### 博物馆与美术馆

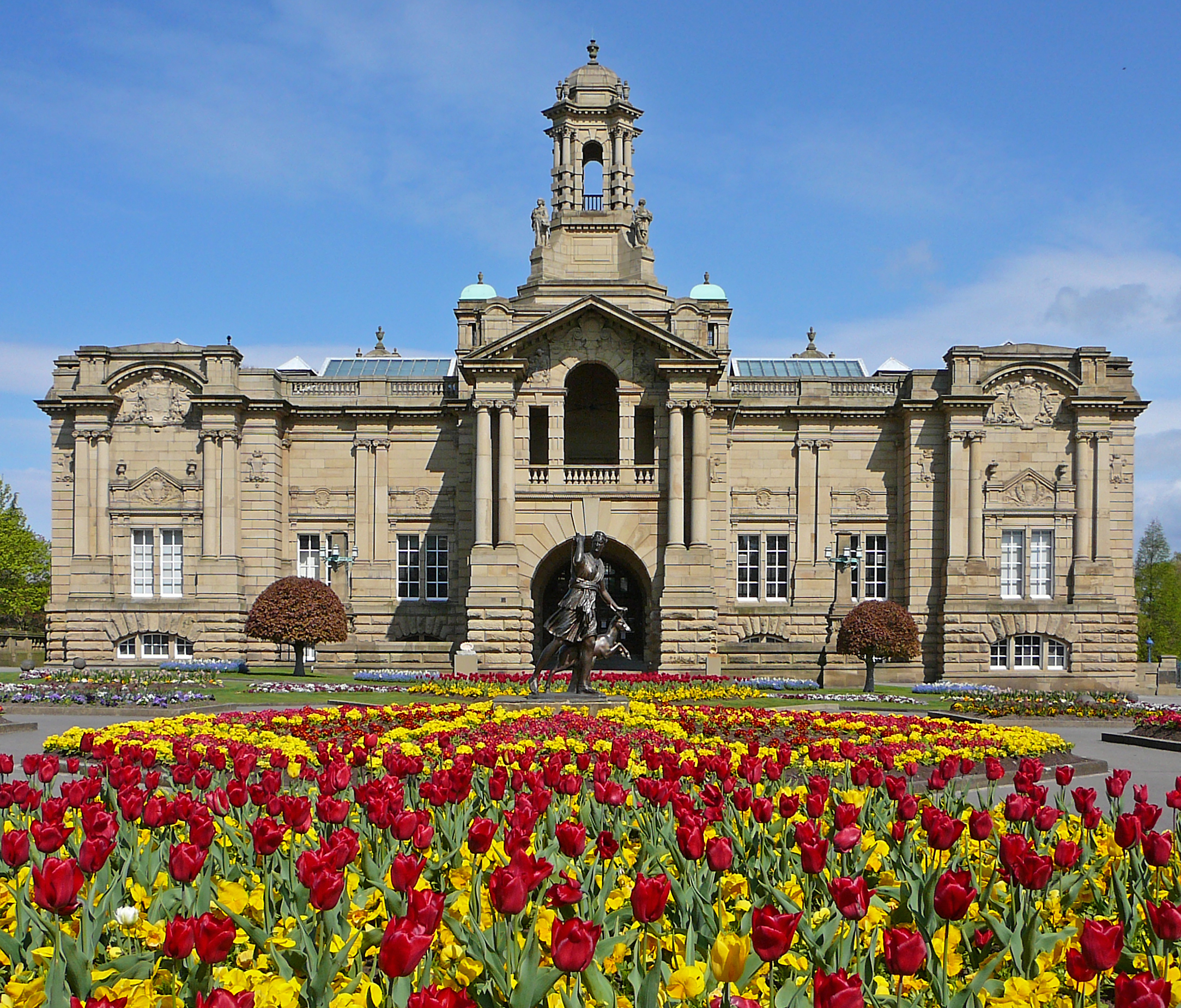
卡特赖特大厅

布拉德福德是备受赞誉的国家科学与媒体博物馆（原国家摄影、电影与电视博物馆）的所在地，该馆颂扬电影和电影艺术，是伦敦以外参观人数最多的博物馆。馆内设有英国首个IMAX影院、Cubby Broccoli电影院以及Pictureville Cinema影院——被大卫·普特南（David Puttnam）描述为英国最好的电影院。
布拉德福德工业博物馆（Bradford Industrial Museum）成立于1974年，位于埃克斯希尔（Eccleshill）的穆尔赛德磨坊（Moorside Mills），一个纺纱厂。该博物馆颂扬并解释了布拉德福德工业史上的重大成就，从纺织和印刷到汽车制造。
距离市中心一英里处是博林大厅博物馆（Bolling Hall Museum），这是一座部分中世纪建筑，让游客穿越居住于此五百多年的家族的生活与时代。房间按不同时期的历史进行了装饰和布置。
布拉德福德的主要美术馆位于利斯特公园（Lister Park）的卡特赖特大厅（Cartwright Hall）。布拉德福德1号画廊（Bradford 1 Gallery）是市中心的一家美术馆，于2007年10月在百年广场（Centenary Square）的一座新建筑中开放。该画廊每年举办四次临时展览。
布拉德福德博物馆与美术馆（Bradford Museums & Galleries）收藏有与探险家赫伯特·莫利（Herbert Morley）和版画家米奇（Mitch the printmaker）相关的物品。
印象画廊（Impressions Gallery）是一家独立的当代摄影画廊，拥有临时展览项目，平均每年举办六场展览。该画廊于2007年从约克迁至布拉德福德百年广场。

### 庇护之城
经过2008年的一项运动，布拉德福德于2010年11月18日被认定为“庇护之城”（City of Sanctuary）。布拉德福德是“一个广泛的地方组织、社区团体和信仰团体以及地方政府公开承诺欢迎和接纳寻求庇护者的地方。” 这座城市有着欢迎来自世界各地新来者的历史。一个例子是在1938年12月至1939年9月期间，作为儿童运输计划（Kindertransport）的一部分，布拉德福德接收了约270名德国犹太难民儿童。这些儿童最初被安置在希普利格伦（Shipley Glen）的一所前医院大楼里，该建筑已被改建为临时招待所。后来，孩子们被转移到布拉德福德及周边地区的私人住所。1939年购买卡尔顿招待所（Carlton Hostel）大楼，作为同一儿童运输计划的一部分，其资金来自布拉德福德犹太社区和非犹太人的捐款。

### 音乐
布拉德福德是摇滚乐队New Model Army、Anti System、Smokie、Southern Death Cult、The Cult、The Scene、Redwire、香特尔·麦格雷戈（Chantel McGregor）、一分钟沉默（One Minute Silence）、45道伤疤（Scars on 45）、恐怖视觉（Terrorvision）、我垂死的新娘（My Dying Bride）以及嘻哈团体Fun-Da-Mental和坏男孩奇乐团（Bad Boy Chiller Crew）的故乡。
创作歌手塔斯敏·阿彻（Tasmin Archer）、泰迪·辛克莱（Teddy Sinclair）和琪琪·迪（Kiki Dee）——第一位与摩城唱片（Motown）签约的白人英国艺术家——也来自这座城市。
自20世纪80年代以来，布拉德福德在英国朋克摇滚界具有重要影响力，主要是因为十二分之一俱乐部（the 1 in 12 Club），这是一个音乐场所兼无政府主义者工人合作社和会员俱乐部。80年代的乐队如Sore Throat、Anti System以及后期的Doom都将基地设在该俱乐部周围， 90年代的乐队如Voorhees和Ironside也是如此。
2002年，加雷斯·盖茨在《流行偶像》（Pop Idol）第一季中获得亚军，并随后获得四首英国单曲榜冠军，之后在音乐剧领域取得成功。金伯利·沃尔什（Kimberly Walsh）在同一年晚些时候的《流行偶像：对手》（Popstars: The Rivals）中获得女子乐队女孩乐团（Girls Aloud）的一席之地并取得重大成功。2010年，泽恩·马利克在《X音素》（The X Factor）中与他的男孩乐队单向乐队（One Direction）获得季军，该乐队在2012年3月凭借其首张专辑成为首个直接登上美国音乐排行榜榜首的英国组合。
吉他手兼作曲家艾伦·霍兹沃思（Allan Holdsworth）1946年出生于布拉德福德。

### 咖喱之都
2013年，布拉德福德再次加冕“英国咖喱之都”（Curry Capital of Britain），击败了格拉斯哥和伍尔弗汉普顿等其他强劲竞争者。布拉德福德不仅在每家餐厅提供的食物和服务质量上得分很高，而且在食品卫生、对咖喱餐厅行业的深刻理解以及共同为食品慈善机构The Curry Tree筹集资金的成功方面也得分很高，该机构旨在缓解东南亚穷人的困境。评委们还对布拉德福德的国际食品学院（International Food Academy）和杰米的食品部（Jamie's Ministry of Food）印象深刻，后者教授该区居民如何烹饪快速、简单、健康且经济实惠的餐点。 该市已连续6年被评为英国咖喱之都。

## 体育
布拉德福德拥有悠久的体育传统，布拉德福德公牛队（Bradford Bulls），前身为布拉德福德北方队（Bradford Northern），是世界上最成功的橄榄球联盟俱乐部之一，自2002年以来三次赢得世界俱乐部锦标赛冠军，七次赢得橄榄球联盟锦标赛（Rugby Football League Championship）。布拉德福德公牛队在格拉坦体育场（Grattan Stadium）比赛，该场地原名奥德索尔体育场（Odsal Stadium）。该市也是多家橄榄球联盟俱乐部的所在地——布拉德福德塞勒姆队（Bradford Salem）位于希顿（Heaton）地区，威布西RFC（Wibsey RFC）可在市中心以南找到。理查德·邓恩体育中心（Richard Dunn Sports Centre）靠近奥德索尔，大学里的体育设施也在特定时间向公众开放。

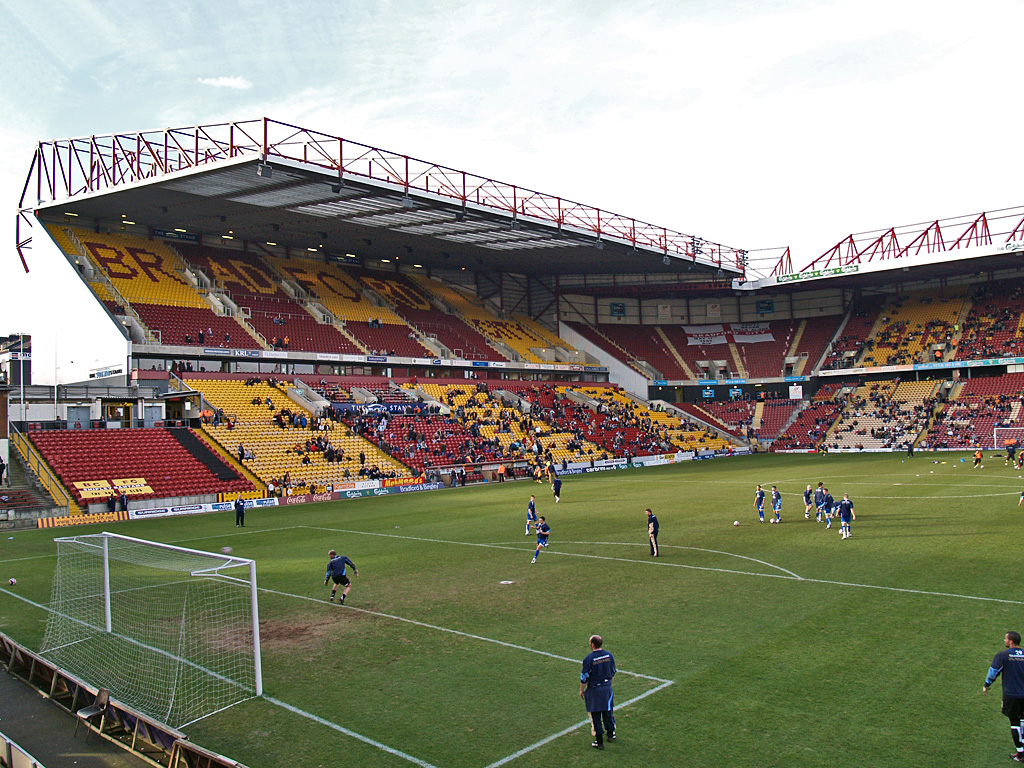
布拉德福德城的山谷阅兵球场（Valley Parade）足球场

布拉德福德城足球俱乐部（Bradford City Football Club）成立于1903年。布拉德福德观察家报（Bradford Observer）的副编辑詹姆斯·怀特（James Whyte）在一月与足球协会代表约翰·布伦特（John Brunt）会面讨论计划，五月，曼宁汉姆RFC（Manningham RFC），一支橄榄球联盟球队，决定转换代码加入足球联盟。 英格兰足球联赛随后选举布拉德福德城加入联赛，共获得30票，取代了唐卡斯特流浪者队（Doncaster Rovers）， 因为它认为这次邀请是在橄榄球主导的郡引入足球的机会。 俱乐部加入联赛八年后，布拉德福德城赢得了足总杯冠军，并创下了其历史上最高的联赛排名。 他们目前参加英乙联赛（EFL League Two），这是英格兰足球的第四级别联赛。该球场曾发生过历史上最严重的体育灾难之一，1985年5月11日，56人死于山谷阅兵球场（Valley Parade）。 该市的第二家俱乐部，布拉德福德公园大道队（Bradford Park Avenue），在英格兰足球联赛中比赛直到1970年退出，然后在1974年清算。该俱乐部现在参加北部超级联赛（Northern Premier League），处于英格兰足球的第七级别，这意味着布拉德福德德比已多年未上演。布拉德福德公园大道球场也曾为约克郡举办郡板球比赛以及足球赛。
布拉德福德曲棍球俱乐部（Bradford Hockey Club）是一家曲棍球俱乐部，参加北部曲棍球联赛（North Hockey League）和约克郡及东北曲棍球联赛（Yorkshire & North East Hockey League）。
奥德索尔体育场也是定期的全国性BriSCA一级方程式赛车（BriSCA Formula 1 Stock Cars）和BriSCA二级方程式赛车（BriSCA Formula 2 Stock Cars）比赛的举办地。该场地自1945年6月23日起就在这个多功能体育场举办赛车和撞车比赛，然而1997年摩托车场地赛（speedway racing）的结束使布拉德福德的赛车活动暂时停止，因为矿渣赛道被移除了。这项运动于2021年在奥德索尔复兴，铺设了全新的赛道表面，由Yorstox管理，该公司也在谢菲尔德的奥勒顿体育场（Owlerton Stadium）举办比赛。
已解散的布拉德福德公爵队（Bradford Dukes）场地赛车队在奥德索尔比赛直到1997年。场地赛在格林菲尔德体育场（Greenfields Stadium）的早期进行过，当时在60年代初被称为汽车赛道（Autodrome）。奥德索尔在1945年开放，并在50年代末期持续运营。它在60年代参加了省级联赛（Provincial League）的一支队伍，然后陷入沉寂，直到70年代重新开放。该赛道举办过场地赛世界决赛（Speedway World Final）。这支场地赛车队使用过多个名字——可能使用时间最长的是布拉德福德北方队（Bradford Northern）——与橄榄球联盟队同名。后来改为布拉德福德男爵队（Bradford Barons），模仿更成功的哈利法克斯公爵队（Halifax Dukes）。最终，哈利法克斯的球队被带到布拉德福德，命名为布拉德福德公爵队（Bradford Dukes），主要在矿渣赛道上比赛直到1997年，当时奥德索尔的赛车运动暂时停止。
布拉德福德龙队（Bradford Dragons）是该市的篮球队，参加第二级别英格兰篮球联赛（English Basketball League）甲级联赛（Division 1）。该队在布拉德福德学院（Bradford College）进行主场比赛。
该市还有滑板文化的传统；在伊恩·格拉斯珀（Ian Glasper）2012年的著作《武装愤怒》（Armed with Anger）中，该市被描述为“西约克郡事实上的滑板之都”。
乔·约翰逊（Joe Johnson）是来自布拉德福德的一位退役职业斯诺克选手，赢得了1986年世界斯诺克锦标赛冠军。
贾斯敏·阿特克（Jasmin Atker）是一名布拉德福德学生，她担任了首届国际街头儿童板球世界杯（Street Child Cricket World Cup）英格兰队的队长，并在2019年被提名为BBC百大（BBC 100）最具影响力女性之一。

## 公共服务

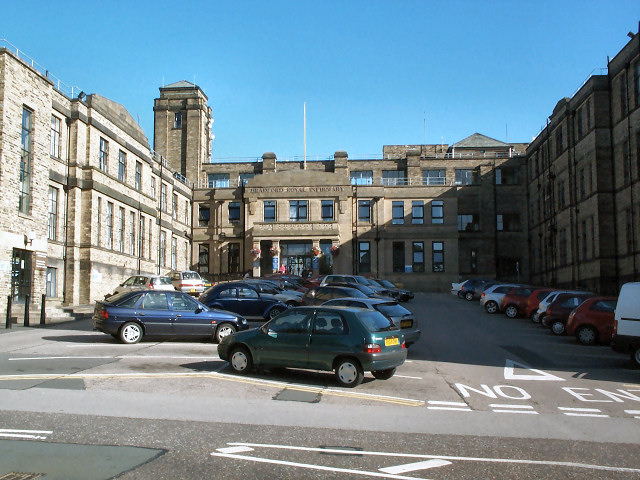
布拉德福德皇家医院

布拉德福德有两家主要医院：布拉德福德皇家医院（Bradford Royal Infirmary）和圣卢克医院（St Luke's Hospital）。两者都是教学医院，由布拉德福德教学医院NHS信托基金（Bradford Teaching Hospitals NHS trust）运营。多年来，该信托基金吸收了几家较小的医院；这些包括伍德兰骨科医院（Woodlands Orthopaedic Hospital）、北景医院（Northern View）和比尔利霍尔医院（Bierley Hall）。
布拉德福德是英国有史以来规模最大的出生队列研究之一“生于布拉德福德”（Born in Bradford）的重点。该项目部分得到欧洲资金的支持，是布拉德福德大学、英国国家医疗服务体系（NHS）和西约克郡其他机构密切合作的成果。它将追踪2006年至2008年在该市出生的所有婴儿的生活，旨在提供丰富的数据，使健康研究人员有机会调查健康和福祉的许多不同方面。

## 犯罪
布拉德福德曾发生过一些备受瞩目的犯罪事件，例如布拉德福德女警莎伦·贝舍尼夫斯基（Sharon Beshenivsky）在响应该市一起入室盗窃案时被枪杀。 2010年5月，斯蒂芬·格里菲斯（Stephen Griffiths）被控犯有布拉德福德谋杀案（Bradford murders）。
曼宁汉姆骚乱（Manningham Riot）发生在1995年6月10日至12日，地点在曼宁汉姆（Manningham）。2001年布拉德福德种族骚乱始于2001年7月7日，起因是少数族裔社区与该市白人多数之间的紧张关系，反纳粹联盟（Anti-Nazi League）和国民阵线（National Front）在其中煽风点火。 共有297人被捕，187人被控暴乱，45人被控暴力骚乱，最终判处200人监禁，总刑期达604年。

## 布拉德福德名人
此处仅列出少数特别著名的人物。

在布拉德福德出生并为艺术做出重大贡献的人包括大卫·霍克尼（David Hockney），他是画家、制图师、版画家、舞台设计师和摄影师，出生于该市并在布拉德福德文法学校接受教育。 弗雷德里克·戴留斯（Frederick Delius，1862–1934）是一位作曲家，出生于该市一个德裔家庭，而J.B.普里斯特利（J.B. Priestley，1894–1984）则是一位小说家和剧作家。威廉·罗森斯坦爵士（Sir William Rothenstein）是一位画家、制图师和艺术评论家，1920年至1935年担任皇家艺术学院（Royal College of Art）校长。 在古典音乐领域，罗德尼·弗兰德（Rodney Friend）是一位英国小提琴家（1940年出生），1964年他成为伦敦爱乐乐团（London Philharmonic Orchestra）有史以来最年轻的首席。 在科学和医学领域，弗里德里希·威廉·尤里希（Friederich Wilhelm Eurich，1867–1945）是法医学教授和细菌学家，为征服羊毛贸易中的炭疽病做出了巨大贡献。

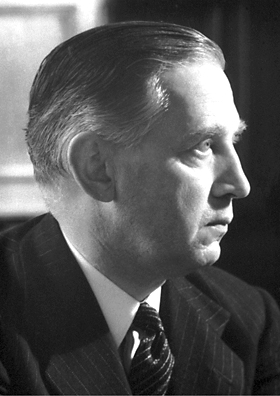
爱德华·阿普尔顿爵士

爱德华·阿普尔顿爵士（Sir Edward Appleton，1892–1965），电离层（ionosphere）的发现者，是诺贝尔奖得主。 罗伯特·特纳（Robert Turner，1923–1990）是一位病理学家，他从贝尔法斯特来到布拉德福德，在布拉德福德皇家医院率先使用化学疗法治疗癌症。
在工业领域，雅各布·贝伦斯爵士（Sir Jacob Behrens，1806–1889）是一位英德纺织品商人，他为布拉德福德成为羊毛制品的主要出口地发挥了重要作用。
反对童工的社会改革家理查德·奥斯特勒（Richard Oastler，1789–1861），由北门（Northgate）的一座雕像纪念，以及靠近柯克盖特购物中心（Kirkgate Shopping Centre）的奥斯特勒购物中心（Oastler Shopping Centre）也以其命名。W.E. 福斯特（William Edward Forster，1818–1886），是布拉德福德的议员，由雕像纪念，是福斯特广场（Forster Square）的命名来源。
在近期的流行文化中，泽恩·马利克（Zayn Malik）曾参加X音素（The X Factor），是成功的 男孩乐队单向乐队（One Direction）的前成员，他出生于布拉德福德并在那里长大。 美国电影明星阿西夫·曼德维（Aasif Mandvi）在布拉德福德长大。

## 流行文化中的布拉德福德

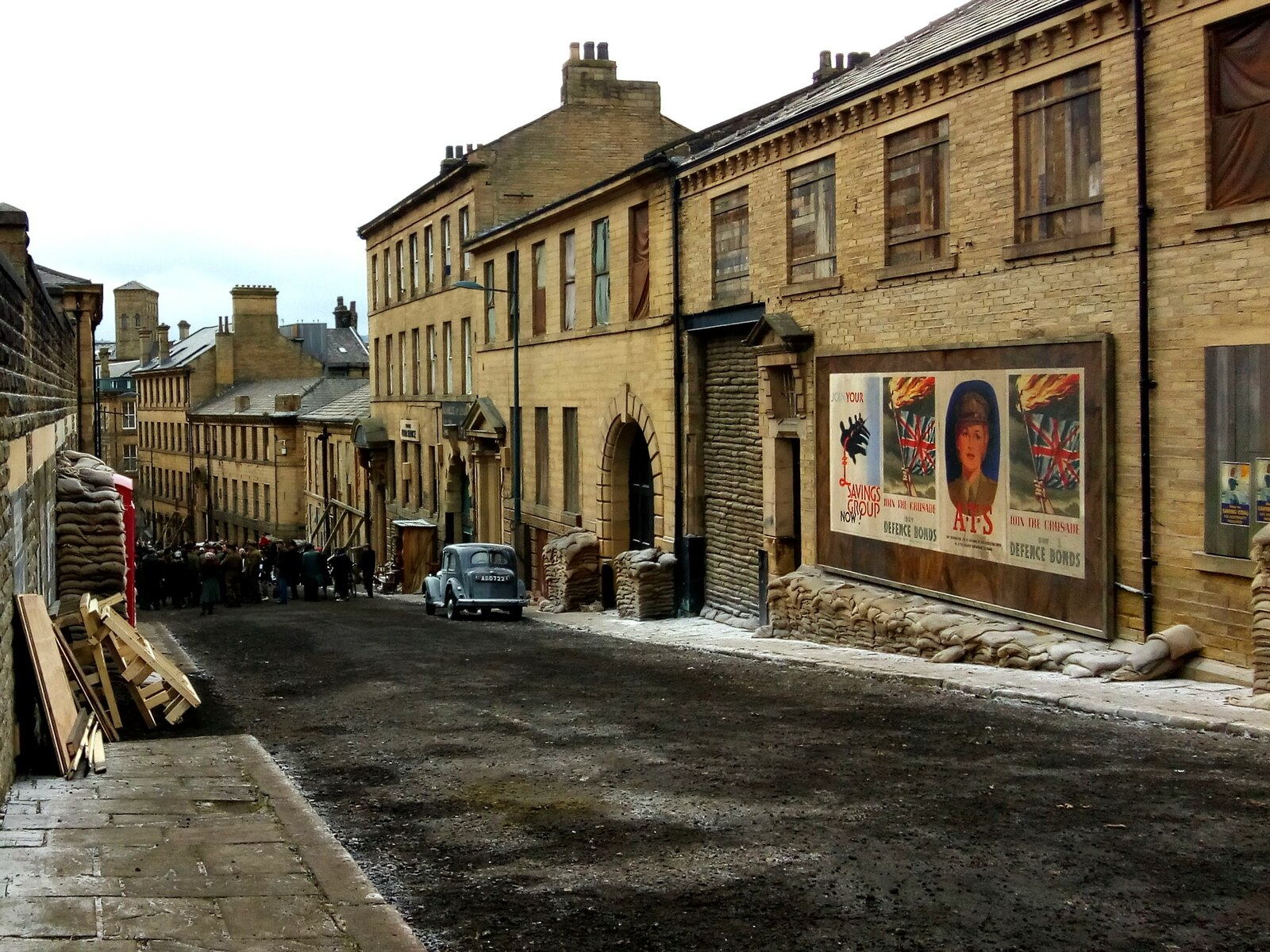
小德国（Little Germany）的伯内特街（Burnett Street）被布置成二战时期的伯明翰，用于拍摄战争剧六三八八（Six Triple Eight）

该市拥有丰富的电影制作传统，许多电影和电视制作都曾在该市拍摄。以布拉德福德为取景地的电影包括《上流社会》（Room at the Top，1959）；《骗子比利》（Billy Liar，1963）；《铁路儿童》（The Railway Children，1970），一部在霍沃思（Haworth）周边拍摄的儿童电影，包括勃朗特牧师博物馆（Bronte Parsonage）；《美国佬》（Yanks，1979），由理查·基尔（Richard Gere）主演；《蒙提·派森之人生意义》（Monty Python's The Meaning of Life，1983），部分镜头在利斯特公园（Lister Park）拍摄； 《童话：真实的故事》（FairyTale: A True Story，1997）由哈维·凯特尔（Harvey Keitel）主演，基于科廷利仙女（Cottingley Fairies）的故事；以及《东方就是东方》（East is East，1997），其中展示了橡树巷（Oak Lane）当这家人访问该市时的场景。
该市的巴特肖（Buttershaw）地区出现在电影《丽塔、苏和鲍勃也》（Rita, Sue and Bob Too，1987）中，影片讲述了两个16岁女孩与一个富有的已婚男人（由乔治·科斯蒂根（George Costigan）饰演）陷入三角恋的故事。这部电影由当地作家安德莉亚·邓巴（Andrea Dunbar）创作，最初因对该地区的负面形象而不受当地居民欢迎，但后来作为巴特肖的成名之处在当地社区赢得了良好声誉。 获奖的2013年电影《自私的巨人》（The Selfish Giant）的故事发生在布拉德福德及其周边地区。
在BBC的政治讽刺剧《神奇的普里查德夫人》（The Amazing Mrs Pritchard，2006）中，首相考虑了一项将议会迁至布拉德福德的提议，因为它比伦敦更接近国家的地理中心。2008年《军情五处》（Spooks）的BBC第三台（BBC Three）衍生剧《军情五处：代号9》（Spooks: Code 9）在该市拍摄， 2009年首次播出的根据大卫·皮斯（David Peace）作品改编的电视剧《血迷宫：1974》（Red Riding）三部曲也是如此。 布拉德福德是2012年第四台（Channel 4）纪录片《让布拉德福德成为英国》（Make Bradford British）的焦点，该片考察了该市基督教和穆斯林社区之间的融合程度。 BBC One于2013年播出的《组织》（The Syndicate）第二季，讲述了一个涉及布拉德福德公立医院工作人员的彩票组织的故事。2021年4月，《万物生灵》（All Creatures Great and Small）第二季的部分场景在小德国（Little Germany）拍摄，Articulate戏剧学校的儿童和成人演员参与了演出。 近年来，布拉德福德成为热门电视剧的拍摄地，包括《浴血黑帮》（Peaky Blinders）、《幸福谷》（Happy Valley）和《王冠》（The Crown）。 拍摄地点包括布拉德福德市政厅、利兹-利物浦运河（Leeds-Liverpool Canal）和小德国。
布拉德福德以“Broadbeck”的名字出现在1912年布拉德福德小说家威利·莱利（Willie Riley）的畅销小说《温德里奇》（Windyridge）中。 1993年小说《冰冷石头》（Stone Cold）的主角林克（Link）来自布拉德福德，作者是罗伯特·E·斯温德尔斯（Robert E. Swindells）。

## 国际关系
布拉德福德与世界多个地方结为友好城市：
- 斯科普里，北马其顿（自1963年起）[218]
- 鲁贝，法国（自1969年起）[219]
- 韦尔维耶，比利时（自1970年起）
- 门兴格拉德巴赫，德国（自1971年起）
- 戈尔韦，爱尔兰（自1987年起）
- 米尔布尔，自由克什米尔，巴基斯坦（1998年签订友好协议）
- 瓦尔纳，保加利亚（自1992年起）[220]

## 延伸阅读
- ^ 艾伦, C. . 伦敦: 反伊斯兰恐惧症与种族主义论坛. 2003.
- ^ 利斯特, 德里克·A·J. . 萨顿. 2004. ISBN 978-0-7509-3826-6. OCLC 56460838.
- ^ 亚当斯, 彼得·J. . 遗产制图. 2001. ISBN 978-1-903004-34-0. OCLC 63800551. 该地图勘测于1847年至1850年间，并于1852年出版，尽管它在不同日期被重印，并更新了某些（未指明的）细节。遗产制图公司的现代版是根据原件“重绘”的，标题为1849年的布拉德福德，但其中显示的铁路表明它至少是1854年的印刷版。
- ^ 弗斯, 加里. . 菲利莫尔. 1997. ISBN 978-1-86077-057-9. OCLC 44633113.
- 威尔莫特, 埃尔维拉. . 赖伯恩. 1987. ISBN 978-1-85331-004-1. OCLC 63989031. 地图本身是布拉德福德镇平面图……由迪克森与欣德尔修订并更正至当前时间（1871年）的复制品。
- 理查森, C. . 布拉德福德大学. 1976. ISBN 0-901945-19-6.